# Saturne (planète)
Vous lisez un « article de qualité » labellisé en 2020.
Pour les articles homonymes, voir Saturne.
Saturne est la sixième planète du Système solaire par ordre d'éloignement au Soleil, et la deuxième plus grande par la taille et la masse après Jupiter. C'est une planète géante gazeuse comme Jupiter. Son rayon moyen de 58 232 km est environ neuf fois et demi celui de la Terre et sa masse de 568,46 × 1024 kg est 95 fois plus grande. Orbitant en moyenne à environ 1,4 milliard de kilomètres du Soleil (9,5 unités astronomiques), sa période de révolution vaut un peu moins de 30 années terrestres tandis que sa période de rotation est estimée à 10 h 33 min.
Elle est bien connue pour son système d'anneaux constitué principalement de particules de glace et de poussières. Saturne est la planète possédant le plus grand nombre de satellites naturels, avec 274 observés contre les 95 lunes de Jupiter, associés à des centaines de satellites mineurs. Sa plus grande lune, Titan, est la deuxième plus grande du Système solaire (derrière Ganymède, lune de Jupiter, toutes deux  plus grandes que Mercure) et c'est la seule lune connue à posséder une atmosphère. Une autre lune remarquable, Encelade, émet de puissants geysers de glace et serait un habitat potentiel pour la vie microbienne.
Saturne est très probablement composée d'un noyau de silicates et de fer entouré de couches constituées en volume à 96 % d'hydrogène qui est successivement métallique puis liquide puis gazeux, mêlé à de l'hélium. Ainsi, elle ne possède pas de surface solide et est la planète ayant la densité moyenne la plus faible avec 0,69 g/cm3 — soit 70 % de celle de l'eau. Un courant électrique dans la couche d'hydrogène métallique génère une magnétosphère, la deuxième plus grande du Système solaire mais beaucoup plus petite que celle de Jupiter. L'atmosphère de Saturne est généralement terne et manque de contraste, bien que des caractéristiques de longue durée puissent apparaître comme un hexagone à son pôle nord. Les vents peuvent atteindre 1 800 km/h, soit les deuxièmes plus rapides du Système solaire après ceux de Neptune. Elle a été explorée par quatre sondes spatiales : Pioneer 11, Voyager 1, Voyager 2 et Cassini-Huygens (du nom de deux astronomes ayant grandement fait avancer les connaissances sur le système saturnien au XVIIe siècle).
Observable à l'œil nu dans le ciel nocturne grâce à sa magnitude apparente moyenne de 0,46 — bien qu'ayant un éclat plus faible que celui des autres planètes —, elle est connue depuis la Préhistoire et a longtemps été la planète connue la plus éloignée du Soleil. Son observation a inspiré des mythes et elle porte le nom du dieu romain du temps, Saturne (Cronos dans la mythologie grecque), son symbole astronomique ♄ représentant la faucille du dieu.

## Caractéristiques physiques

### Masse et dimensions

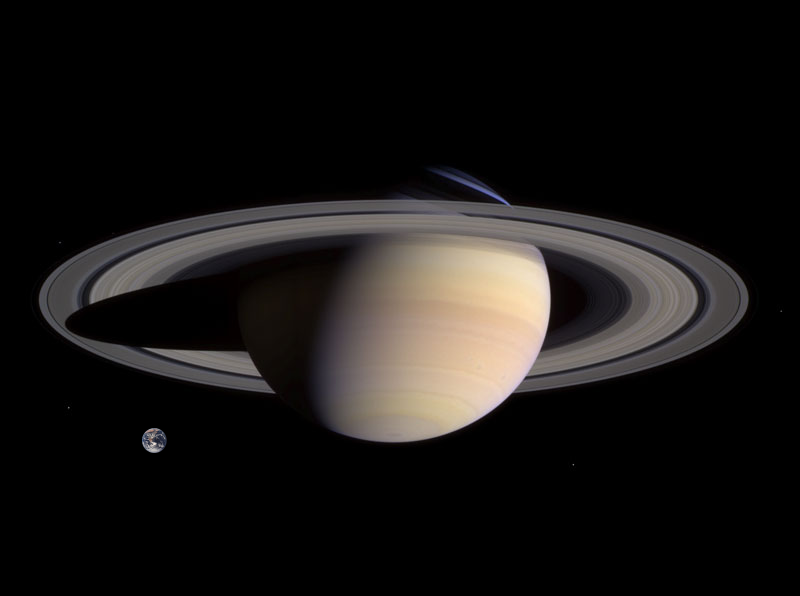
Comparaison de taille entre la Terre et Saturne.

Saturne a la forme d'un ellipsoïde de révolution : la planète est aplatie aux pôles et renflée à l'équateur, conséquence de sa rapide rotation sur elle-même et d'une composition interne extrêmement fluide. Par convention, la surface de la planète est définie comme l'endroit où la pression atmosphérique est égale à 1 bar (100 000 Pa) et est utilisée comme point de référence pour les altitudes,. Ses rayons équatoriaux et polaires diffèrent de près de 10 % avec 60 268 km contre 54 364 km, ce qui donne un rayon moyen volumétrique de 58 232 km — 9,5 fois plus grand que le rayon terrestre,. Cela revient un aplatissement de 0,098, le plus grand des planètes géantes — et des planètes du Système solaire en général.
Saturne est la deuxième planète la plus massive du Système solaire, d'une masse 3,3 fois moindre que Jupiter, mais 5,5 fois supérieure à celle de Neptune et 6,5 fois supérieure à celle d'Uranus. Jupiter et Saturne représentant respectivement 318 fois et 95 fois la masse terrestre, les deux planètes possèdent 92 % de la masse planétaire totale du Système solaire.
La gravité de la surface le long de l'équateur, 8,96 m/s2, vaut 90 % de celle à la surface de l'équateur terrestre. Cependant, la vitesse de libération à l'équateur est de 35,5 km/s, soit environ trois fois plus que sur Terre.
Saturne est la planète la moins dense du Système solaire avec 0,69 g/cm3, soit environ 70 % de la densité de l'eau,. En effet, bien que le noyau de Saturne soit considérablement plus dense que l'eau, la densité moyenne est abaissée en raison de son importante atmosphère. Pour illustrer cela, il est parfois évoqué que s'il existait un océan assez grand pour la contenir, elle flotterait,,. En réalité, il serait impossible d'avoir une planète avec un océan suffisamment profond — elle serait de l'ordre de grandeur du Soleil et ne serait ainsi pas stable — et la cohésion de Saturne ne serait pas maintenue, car elle est gazeuse, son noyau très dense coulerait donc en conséquence,.

### Structure interne

Schéma simplifié de la structure interne de Saturne.

Saturne est classée comme une géante gazeuse, car elle est principalement composée d'hydrogène et d'hélium. Ainsi, les modèles planétaires standards suggèrent que l'intérieur de Saturne est similaire à celui de Jupiter, avec un noyau rocheux entouré d'hydrogène et d'hélium ainsi que de traces de substances volatiles — aussi appelées « glaces »,.
Le noyau rocheux serait d'une composition similaire à la Terre, constitué de silicates et de fer, mais plus dense. Il est estimé à partir du champ gravitationnel de la planète et des modèles géophysiques des planètes gazeuses que le noyau doit avoir une masse allant de 9 à 22 masses terrestres,, atteignant un diamètre d'environ 25 000 km. Celui-ci est entouré d'une couche d'hydrogène métallique liquide plus épaisse, suivie d'une couche liquide d'hydrogène moléculaire et d'hélium qui se transforme progressivement en gaz en fonction de la croissance de l'altitude,. La couche la plus externe s'étend sur 1 000 km et se compose de gaz. Aussi, la majeure partie de la masse de Saturne n'est pas en phase de gaz, car l'hydrogène devient liquide lorsque la densité est supérieure à 0,01 g/cm3, cette frontière étant atteinte à la surface d'une sphère correspondant à 99,9 % de la masse de Saturne.
Saturne possède une température interne très élevée, atteignant 12 000 K (11 727 °C) en son cœur et irradiant, comme Jupiter, plus d'énergie dans l'espace qu'elle n'en reçoit du Soleil — 1,78 fois environ. L'énergie thermique de Jupiter est générée par le mécanisme de Kelvin-Helmholtz de compression gravitationnelle lente, mais un tel processus à lui seul n'est pas suffisant pour expliquer la production de chaleur de Saturne, car elle est moins massive. Un mécanisme alternatif ou supplémentaire serait la génération de chaleur par la « pluie » de gouttelettes d'hélium dans les profondeurs de Saturne. Au fur et à mesure que les gouttelettes descendent à travers l'hydrogène de densité inférieure, le processus libérerait ainsi de la chaleur par frottement et laisserait les couches externes de Saturne appauvries en hélium. Ces gouttelettes descendantes peuvent s'être accumulées dans une coquille d'hélium entourant le noyau. Cette immiscibilité de l'hydrogène et de l'hélium, prévue théoriquement depuis les années 1970, a été vérifiée expérimentalement en 2021,. Il est également suggéré que des pluies de diamants se produisent à l'intérieur de Saturne, tout comme au sein de Jupiter et des géantes de glace Uranus et Neptune.
Cependant, étant donné sa distance au Soleil, la température de Saturne descend rapidement jusqu'à atteindre 134 K (−139 °C) à 1 bar puis 84 K (−189 °C) à 0,1 bar, pour une température effective de 95 K (−178 °C),.

### Atmosphère

#### Composition

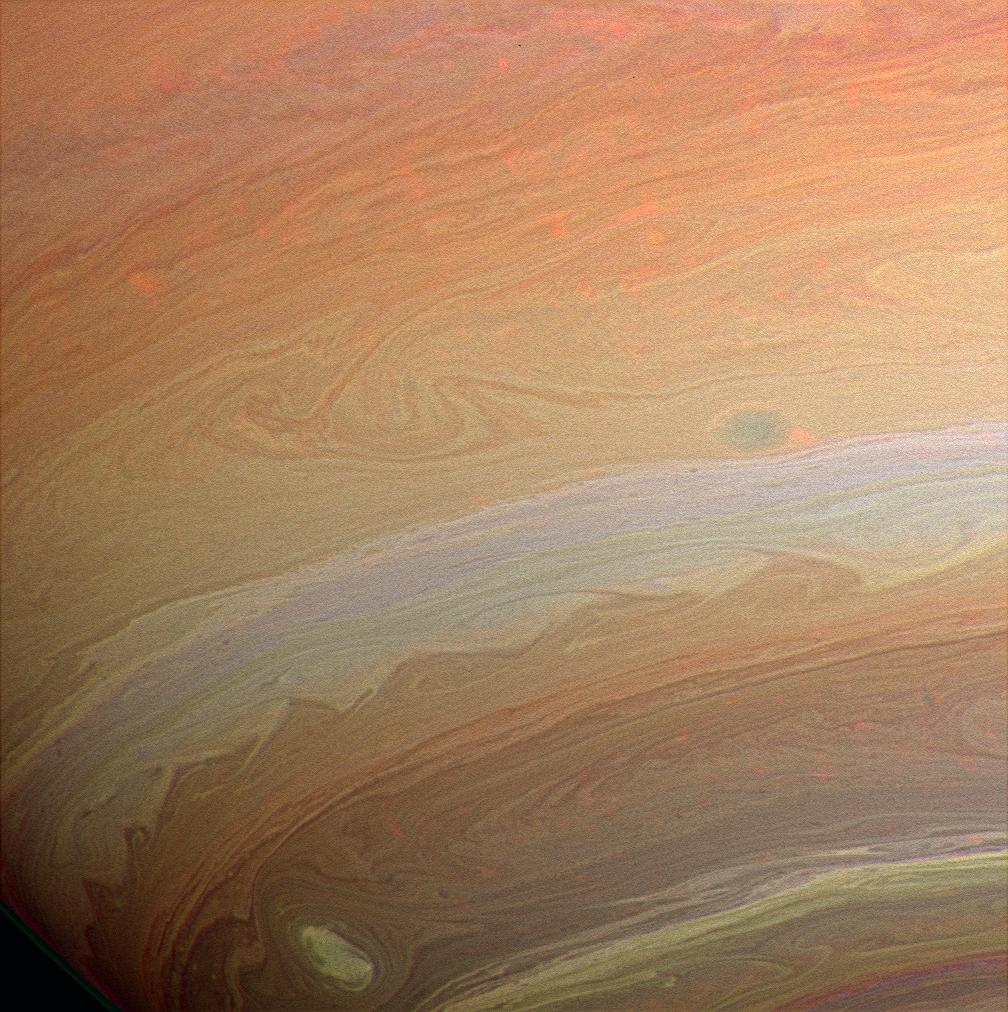
Structures nuageuses prises par la sonde Cassini en août 2005 à environ 500000 km de la planète.

La haute atmosphère de Saturne est constituée à 96,3 % d'hydrogène et à 3,25 % d'hélium en volume. Cette proportion d'hélium est significativement plus faible que l'abondance de cet élément dans le Soleil. La quantité d'éléments plus lourds que l'hélium (appelée métallicité) n'est pas connue avec précision, mais les proportions sont supposées correspondre aux abondances primordiales issues de la formation du Système solaire ; la masse totale de ces éléments est estimée à 19 à 31 fois celle de la Terre, une fraction significative étant située dans la région du noyau de Saturne. Des traces de méthane CH4, d'éthane C2H6, d'ammoniac NH3, d'acétylène C2H2 et de phosphine PH3 ont également été détectées,,.
Le rayonnement ultraviolet du Soleil provoque une photolyse du méthane dans la haute atmosphère, conduisant à la production d'hydrocarbures, les produits résultants étant transportés vers le bas par les tourbillons de turbulence et par diffusion. Ce cycle photochimique est modulé par le cycle saisonnier de Saturne.

#### Couches de nuages

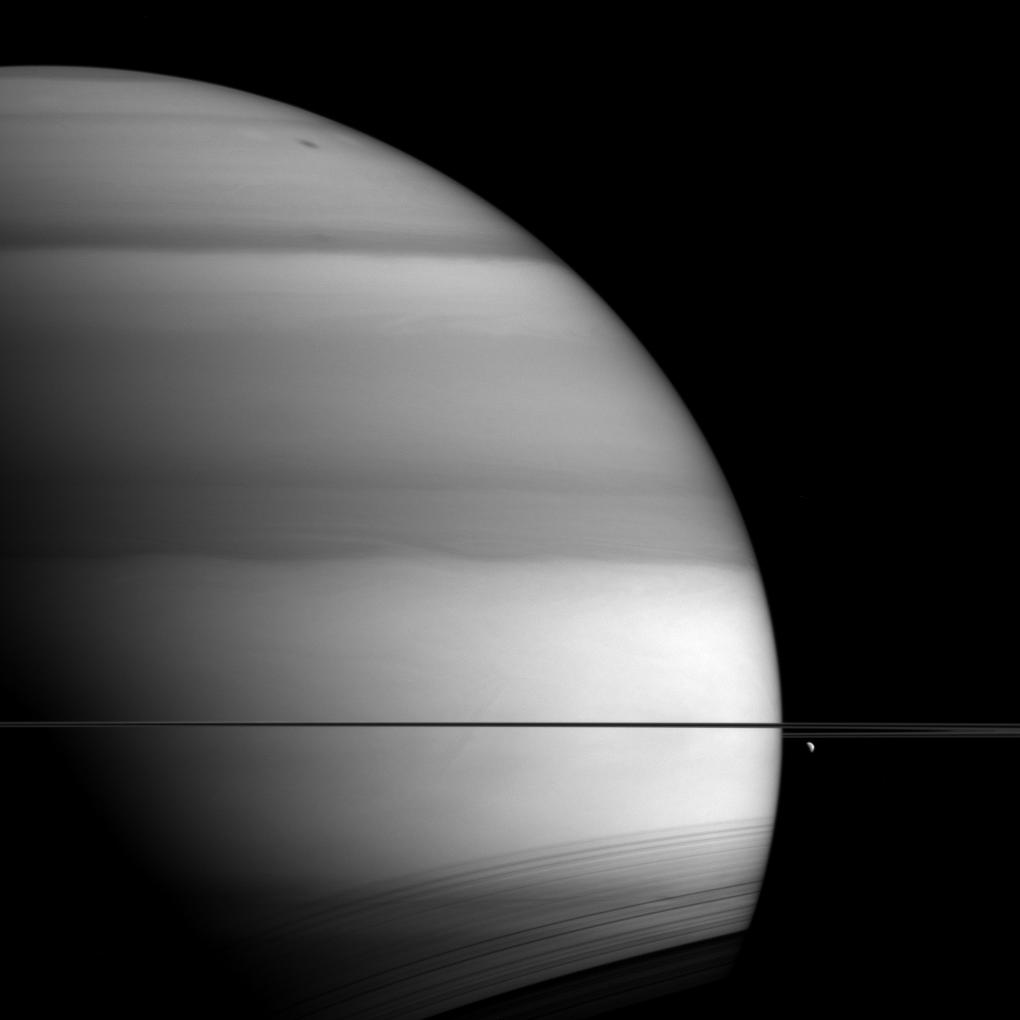
Les bandes entourant Saturne sont causées par le méthane. Dioné est visible sous les anneaux à droite.

De manière similaire à Jupiter, l'atmosphère de Saturne est organisée en bandes parallèles, même si ces bandes sont moins contrastées et plus larges près de l'équateur. Ces bandes sont causées par la présence de méthane dans l'atmosphère planétaire, celles-ci étant d'autant plus foncées que la concentration est grande.
Le système nuageux de Saturne n'est observé pour la première fois que lors des missions Voyager dans les années 1980. Depuis, les télescopes terrestres ont progressé et permettent de pouvoir suivre l'évolution de l'atmosphère saturnienne. Ainsi, des caractéristiques courantes sur Jupiter, comme les orages ovales à longue durée de vie, sont retrouvées sur Saturne ; par ailleurs, la nomenclature utilisée pour décrire ces bandes est la même que sur Jupiter. En 1990, le télescope spatial Hubble observe un très grand nuage blanc près de l'équateur de Saturne qui n'était pas présent lors du passage des sondes Voyager, et en 1994 une autre tempête de taille plus modeste est observée,.
La composition des nuages de Saturne varie avec la profondeur et la pression croissante. Dans les régions les plus hautes, où les températures évoluent entre 100 K (−173 °C) et 160 K (−113 °C) et la pression entre 0,5 et 2 bars, les nuages se composent de cristaux d’ammoniac. Entre 2,5 et 9 bars se trouve de la glace d’eau H2O à des températures de 185 K (−88 °C) à 270 K (−3 °C). Ces nuages s’entremêlent à des nuages de glace d’hydrosulfure d’ammonium NH4SH comprise entre 3 et 6 bars, avec des températures de 190 K (−83 °C) à 235 K (−38 °C). Enfin, les couches inférieures, où les pressions sont comprises entre 10 et 20 bars et les températures de 270 K (−3 °C) à 330 K (57 °C), contiennent une région de gouttelettes d'eau avec de l'ammoniaque (ammoniac en solution aqueuse).
Dans les images transmises en 2007 par la sonde Cassini, l'atmosphère de l'hémisphère nord apparaît bleue, de façon similaire à celle d'Uranus. Cette couleur est probablement causée par diffusion Rayleigh.

#### Tempêtes

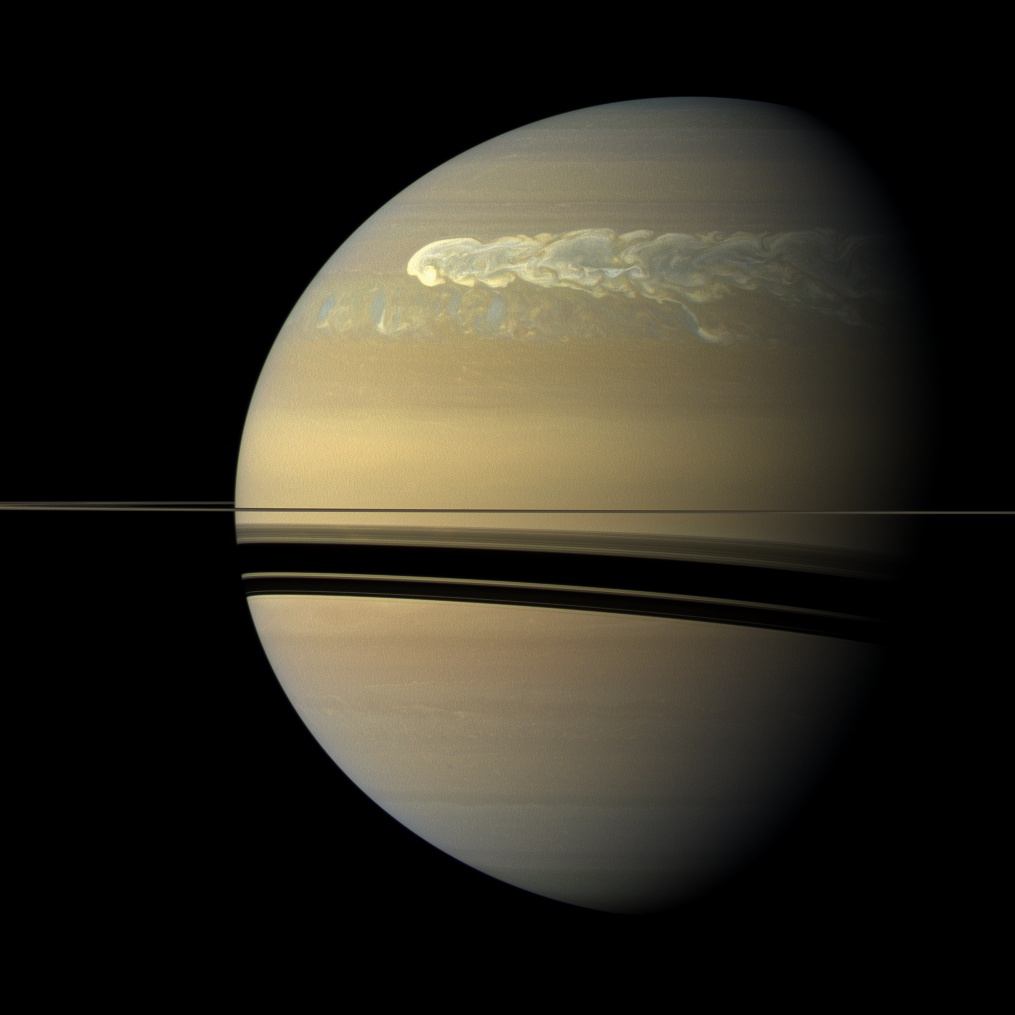
Une Grande Tache blanche prise par Cassini en février 2011.

Les vents de Saturne sont les deuxièmes plus rapides parmi les planètes du Système solaire, après ceux de Neptune. Les données de Voyager indiquent des vents d'est allant jusqu'à 500 m/s (1 800 km/h),.
La tempête observée en 1990 est un exemple de Grande tache blanche, un phénomène unique mais de courte durée se produisant une fois par année saturnienne, soit toutes les 30 années terrestres, à l'époque du solstice d'été de l'hémisphère nord,. De grandes taches blanches sont précédemment observées en 1876, 1903, 1933 et 1960. La dernière Grande tache blanche est observée par Cassini en 2010 et 2011. Lâchant de larges quantité d'eau de façon périodique, ces tempêtes indiquent que la basse atmosphère saturnienne contiendraient plus d'eau que celle de Jupiter.
Un système ondulatoire hexagonal persistant autour du vortex polaire nord vers une latitude d'environ +78° — appelé hexagone de Saturne — est noté pour la première fois grâce aux images de Voyager,. Les côtés de l'hexagone mesurent chacun environ 13 800 km de long, soit plus du diamètre de la Terre. La structure entière tourne avec une période d'un peu plus de 10 h 39 min 24 s, ce qui correspond à la période des émissions radio de la planète et est supposé être la période de rotation de l'intérieur de Saturne. Ce système ne se décale pas en longitude comme les autres structures nuageuses de l'atmosphère visible. L'origine du motif n'est pas certaine mais la plupart des scientifiques pensent qu'il s'agit d'un ensemble d'ondes stationnaires dans l'atmosphère. En effet, des formes polygonales similaires ont été reproduites en laboratoire par rotation différentielle de fluides,.
Au pôle sud, les images prises par le télescope spatial Hubble indiquent de 1997 à 2002 la présence d'un courant-jet, mais pas d'un vortex polaire ou d'un système hexagonal analogue. Cependant, la NASA signale en novembre 2006 que Cassini avait observé une tempête analogue à un cyclone, stationnant au pôle sud et possédant un œil clairement défini,. Il s'agit du seul œil jamais observé sur une autre planète que la Terre ; par exemple, les images de la sonde spatiale Galileo ne montrent pas d'œil dans la Grande Tache rouge de Jupiter. Aussi, la thermographie révèle que ce vortex polaire est chaud, le seul exemple connu d'un tel phénomène dans le Système solaire. Alors que la température effective sur Saturne est de 95 K (−178 °C), les températures sur le vortex atteignent jusqu'à 151 K (−122 °C), faisant de lui probablement le point le plus chaud de Saturne,. Celui-ci ferait près de près de 8 000 km de large, une taille comparable à celle de la Terre, et connaîtrait des vents de 550 km/h. Il pourrait être vieux de plusieurs milliards d'années.

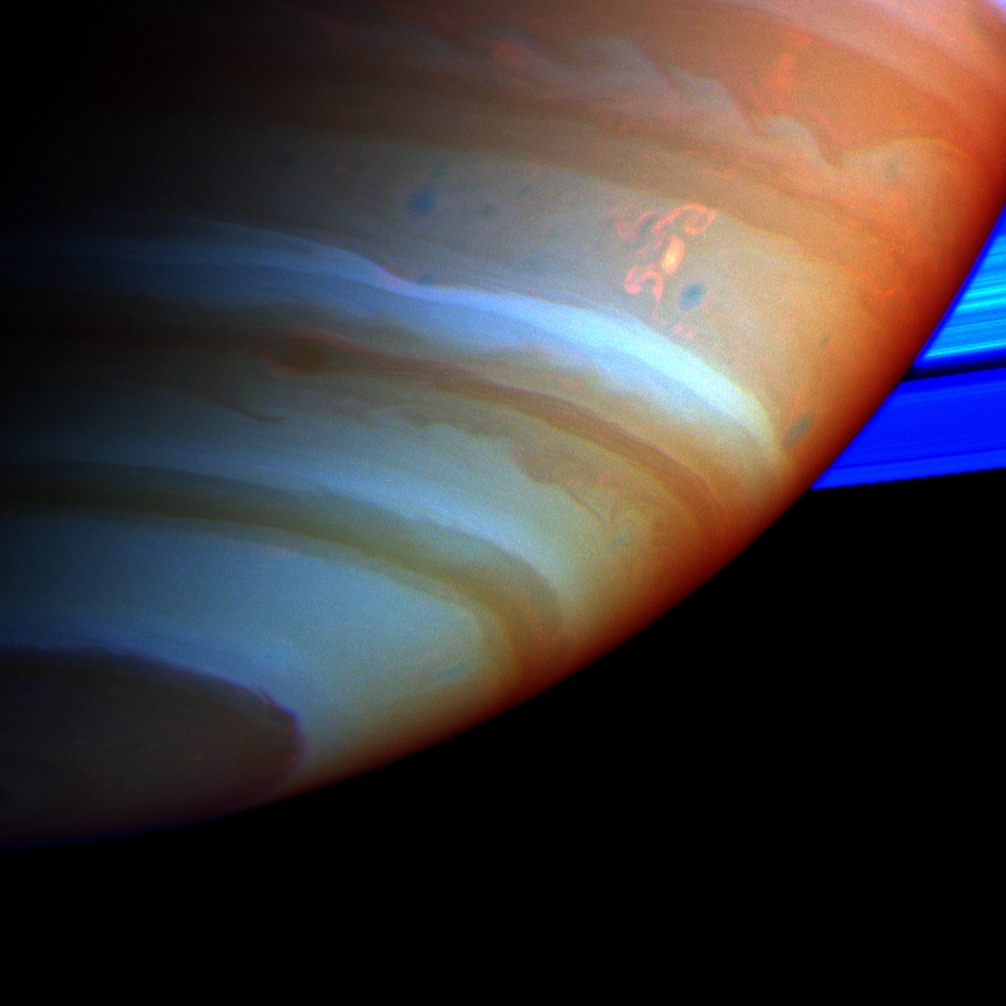
La tempête du Dragon en 2004.

De 2004 à 2009, la sonde Cassini observe la formation, le développement et la fin de violents orages, dont la tempête du Dragon ou encore des lacunes dans la structure nuageuse formant des « chaînes de perles ». Les orages de Saturne sont particulièrement longs ; par exemple, un orage s'est étalé de novembre 2007 à juillet 2008. De même, un très violent orage a débuté en janvier 2009 et a duré plus de huit mois. Ce sont les plus longs orages observés jusque-là dans le Système solaire. Ils peuvent s'étendre sur plus de 3 000 km de diamètre autour de la région appelée « allée des tempêtes » située à 35° au Sud de l'équateur,. Les décharges électriques provoquées par les orages de Saturne émettent des ondes radio dix mille fois plus fortes que celles des orages terrestres.

### Magnétosphère

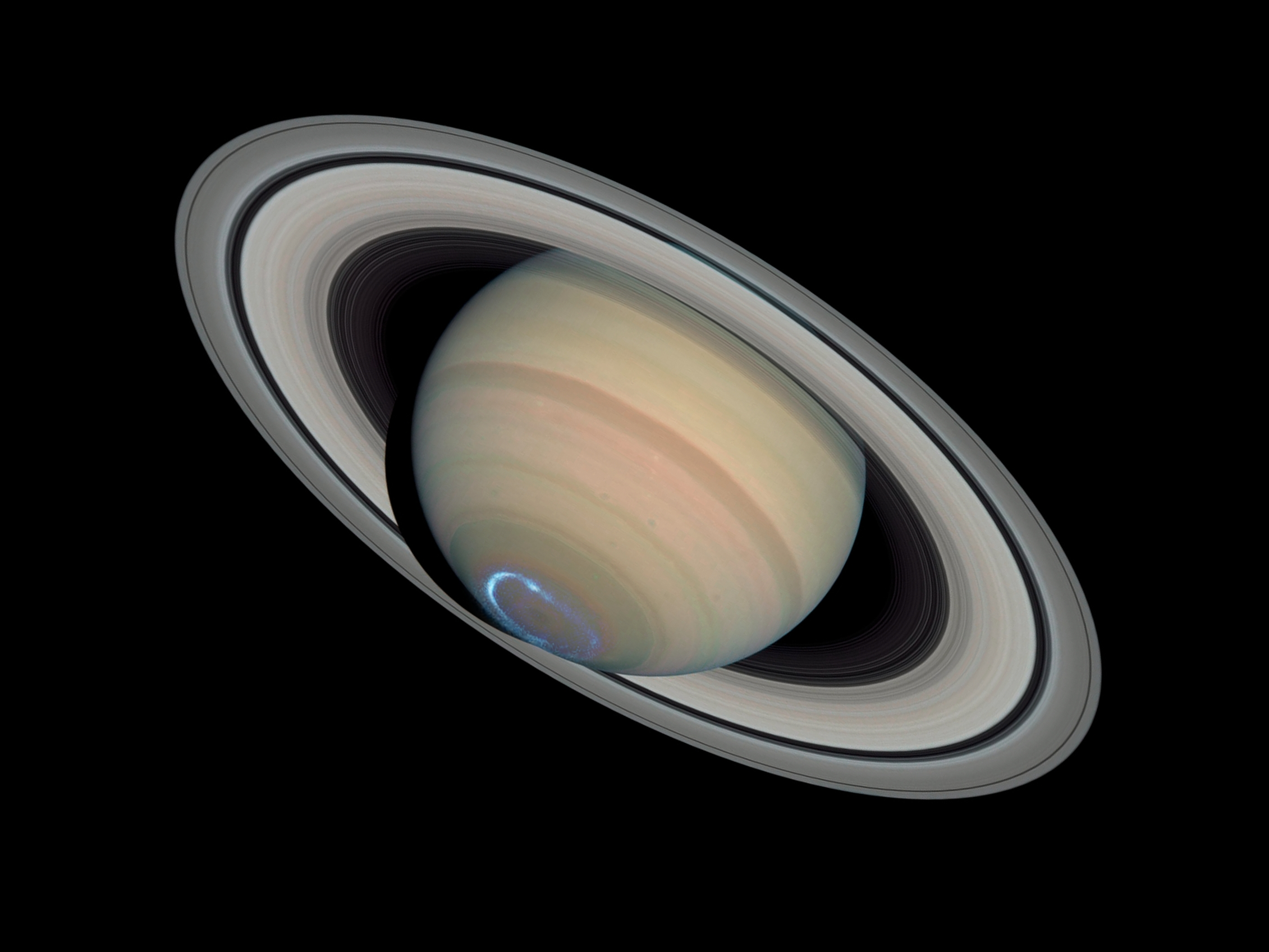
Aurore polaire au pôle sud de Saturne (2004, Hubble).

Saturne possède un champ magnétique intrinsèque qui a une forme simple et se comporte comme un dipôle magnétique, presque aligné avec l'axe de rotation de la planète et dont le pôle nord magnétique correspond au pôle sud géographique,. Il est découvert en 1979 par la sonde Pioneer 11 lorsqu'elle mesure son intensité : sa force à l'équateur est d'environ 0,2 Gauss (20 µT), soit un vingtième du champ de Jupiter et légèrement plus faible que le champ magnétique terrestre,,. En conséquence, la magnétosphère de Saturne — cavité créée dans le vent solaire par le champ magnétique de la planète — est la deuxième plus grande du Système solaire mais reste beaucoup plus petite que celle de Jupiter. La magnétopause, frontière entre la magnétosphère de Saturne et le vent solaire, se trouve à seulement environ vingt fois le rayon de Saturne (soit 1 200 000 km) du centre de la planète, tandis que la queue magnétique s'étire derrière sur des centaines de fois le rayon saturnien.

Vidéo d'une double aurore boréale capturée par Hubble en 2009.

Très probablement, le champ magnétique est généré de la même manière que celui de Jupiter avec des courants de convection dans la couche d'hydrogène métallique liquide créant un effet dynamo,. Cette magnétosphère est efficace pour détourner les particules du vent solaire. L’interaction de la magnétosphère de Saturne et des vents solaires, comme dans le cas de la Terre, produit des aurores boréales sur les pôles de la planète dans le domaine du visible, de l’infrarouge et de l’ultraviolet,. 
La magnétosphère de Saturne est remplie de plasma originaire de la planète et de ses satellites naturels, notamment d'Encelade qui éjecte jusqu’à 600 kg/s de vapeur d’eau par ses geysers situés à son pôle sud ou de l'atmosphère de Titan dont les particules ionisées interagissent avec la magnétosphère. Par ailleurs, il se trouve à l’intérieur de la magnétosphère une ceinture de radiation, similaire à la ceinture de Van Allen pour la Terre, qui contient des particules d’énergie pouvant atteindre la dizaine de mégaélectronvolts,.

### Formation
Le mécanisme de formation le plus communément adopté pour la formation des planètes est le modèle d'accrétion de cœur à partir du disque d'accrétion,. Les planètes géantes, comme Saturne, se forment au-delà de la ligne des glaces, zone au-delà de l’orbite de Mars où la matière est suffisamment froide pour que différents types de glaces restent à l'état solide. Elles grandissent jusqu'à devenir suffisamment massives pour pouvoir commencer à accumuler du gaz hélium-hydrogène provenant du disque, les éléments les plus légers mais aussi les plus abondants,. Ce phénomène s'emballant, il est estimé que Jupiter et Saturne auraient accumulé la majeure partie de leur masse en seulement 10 000 ans. La masse significativement plus réduite de Saturne par rapport à Jupiter s'expliquerait par le fait qu'elle se serait formée quelques millions d'années après Jupiter, alors qu'il y avait moins de gaz disponible dans son environnement.
Deux caractéristiques de Saturne sont surprenantes dans le contexte des schémas classiques de formation des planètes : son obliquité d'environ 26,7°, trop élevée pour être expliquée par un impact, et la présence d'imposants anneaux vieux d'environ 100 millions d'années. L'éloignement rapide de Titan, encore observé aujourd'hui, pourrait avoir dans un premier temps augmenté l'obliquité jusqu'à 36° lors du passage par une résonance de précession avec Neptune. Un évènement soudain aurait alors décalé la résonance, l'éloignement de Titan ayant alors pour conséquence de réduire l'obliquité jusqu'à sa valeur actuelle. Cet évènement pourrait être la disparition d'un satellite dénommé Chrysalis, dont la déstabilisation de l'orbite expliquerait aussi la formation des anneaux par une rencontre rasante avec Saturne,.

## Caractéristiques orbitales

### Orbite

Orbite de Saturne comparée à celles des autres planètes.

Le demi-grand axe de l'orbite de Saturne autour du Soleil est de 1,427 milliard de kilomètres (soit 9 unités astronomiques). Avec une vitesse orbitale moyenne de 9,68 km/s, sa période de révolution est d'environ 29 ans et demi (10 759 jours terrestres),. L'orbite elliptique de Saturne est inclinée de 2,48° par rapport au plan orbital de la Terre, l'écliptique. Les distances au périhélie et à l'aphélie sont respectivement de 9,195 et 9,957 UA, en moyenne, du fait de son excentricité orbitale de 0,054,.

### Rotation
De façon similaire à Jupiter, les caractéristiques visibles sur Saturne tournent à des vitesses différentes en fonction de la latitude — une rotation différentielle — et ainsi ont toutes des périodes de rotation propres. Par convention, plusieurs systèmes sont définis, avec chacun leur période de rotation.
Le premier, ayant une période 10 h 14 min 0 s, correspond à la zone équatoriale s'étendant entre le bord nord de la ceinture équatoriale méridionale et le bord sud de la ceinture équatoriale boréale,. Les régions polaires nord et sud sont également rattachées au premier système. 
Le deuxième concerne toutes les autres latitudes et possède quant à lui par convention une période de rotation de 10 h 39 min 24 s,.
Finalement, un troisième système s'appuie sur la rotation des émissions radio de Saturne, notamment détectées par Voyager 1 et Voyager 2 car les ondes émises par Saturne sont à des fréquences basses bloquées par l'atmosphère terrestre, et a pour période de rotation 10 h 39 min 22 s. Cette valeur était alors considéré comme égale à la période de rotation interne de la planète, même si celle-ci restait inconnue. En approchant de Saturne en 2004, Cassini constate cependant que la période de rotation radio de Saturne avait augmenté sensiblement depuis les précédents survols, à environ 10 h 45 min 45 s sans que la cause exacte du changement soit connue,.
En mars 2007, il est ensuite observé que la variation de la période des émissions radio de la planète ne correspondait en réalité pas à la rotation de Saturne mais était causée par des mouvements de convection du disque de plasma entourant Saturne, lesquels sont indépendants de la rotation. Ceux-ci pourraient être la conséquence de la présence des geysers de la lune Encelade. En effet, la vapeur d'eau émise dans l'orbite de Saturne par cette activité se charge électriquement et induit une traînée sur le champ magnétique de Saturne, ralentissant légèrement sa rotation par rapport à celle de la planète,,.
En 2019, une étude avance que les variations saisonnières pourrait être une variable de confusion en ce qui concerne la mesure de la période de rotation,. En effet, contrairement à Jupiter dont la période de rotation est connue depuis longtemps grâce aux mesures radio et qui a une inclinaison de l'axe de 3°, Saturne a une inclinaison de 27° — soit plus que les 23° de la Terre — et connaît donc des saisons. Cette variation de l'énergie solaire reçue affecterait le plasma autour de Saturne et donc sa période de rotation en créant une traînée,. La même année, la NASA avance que la période de rotation de Saturne, d'après les dernières données captées par la sonde Cassini, est de 10 h 33 min 38 s. Cette valeur a été obtenue en observant des perturbations dans ses anneaux,. Cependant, en 2020, le NASA Fact Sheet de la planète indique toujours comme période de rotation la valeur du troisième système retournée par Voyager, à savoir 10,656 heures ou 10 h 39 min 22 s.

## Cortège de Saturne

### Lunes

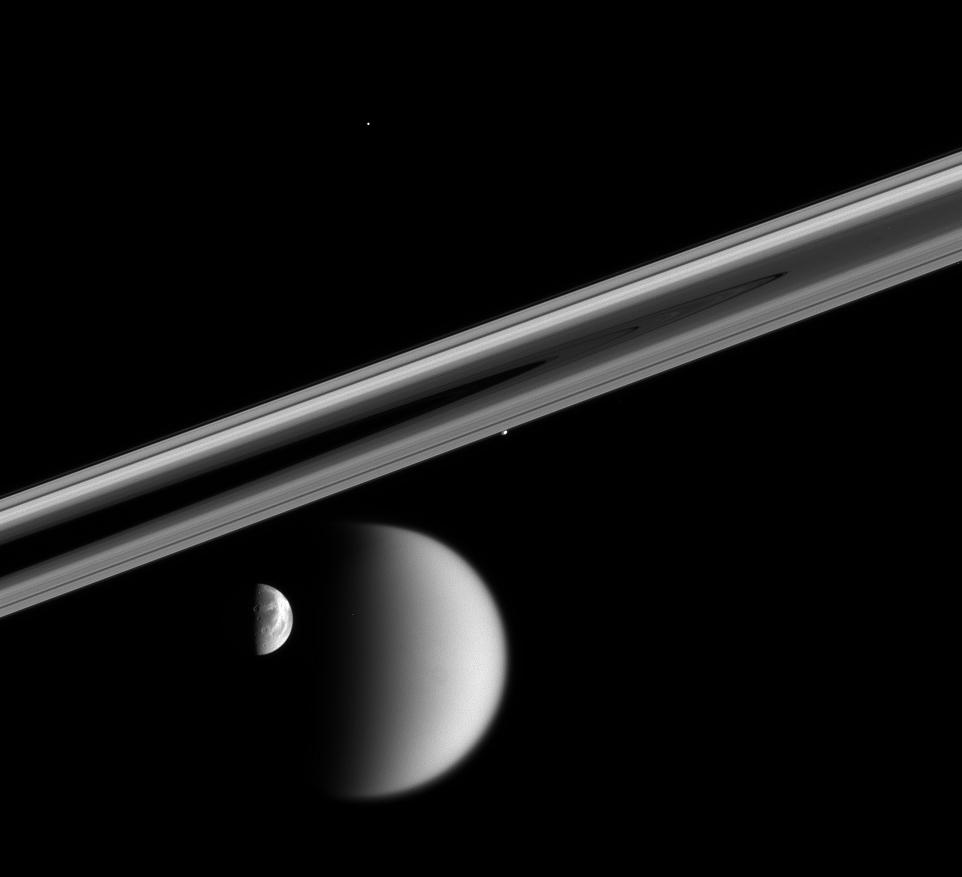
Quatre lunes de Saturne sont visibles sur cette image de Cassini : Titan (la plus grande) et Dioné en bas, Prométhée (sous les anneaux) et Télesto dans le quart haut/gauche.

En 2020, 82 satellites naturels de Saturne sont connus, 53 parmi eux étant nommés et les 29 autres ayant une désignation provisoire. Ce compte est toutefois multiplié dans les années qui suivent, arrivant en mars 2025 à 274 lunes et faisant ainsi de Saturne la planète du Système Solaire ayant le plus de satellites naturels connus ; elle devance Jupiter et ses 95 lunes,. En outre, il existe des preuves de dizaines à centaines de satellites mineurs avec des diamètres allant de 40 à 500 mètres présents dans les anneaux de Saturne, qui ne peuvent cependant pas être considérés comme des lunes. La plupart des lunes sont petites : 34 ont un diamètre inférieur à 10 km et 14 autres en ont un compris entre 10 et 50 km. Seules sept sont suffisamment massives pour avoir pu prendre une forme sphéroïdale sous leur propre gravité : Titan, Rhéa, Japet, Dioné, Téthys, Encelade et Mimas (par masse décroissante),. Avec Hypérion, qui pour sa part possède une forme irrégulière, ces huit lunes sont dites « majeures ».
Traditionnellement, les 24 satellites réguliers de Saturne — c'est-à-dire ceux ayant une orbite prograde, presque circulaire et peu inclinée — sont nommés d'après des Titans de la mythologie grecque ou des personnages associés au dieu Saturne. Les autres sont tous des satellites irréguliers ayant une orbite bien plus éloignée et fortement inclinée par rapport au plan équatorial de la planète — suggérant qu'il s'agit d'objets capturés par Saturne — ainsi qu'une taille inférieure à trente kilomètres, à l'exception de Phœbé et Siarnaq,. Ils sont quant à eux nommés d'après des géants des mythologies inuits, nordiques et celtes.

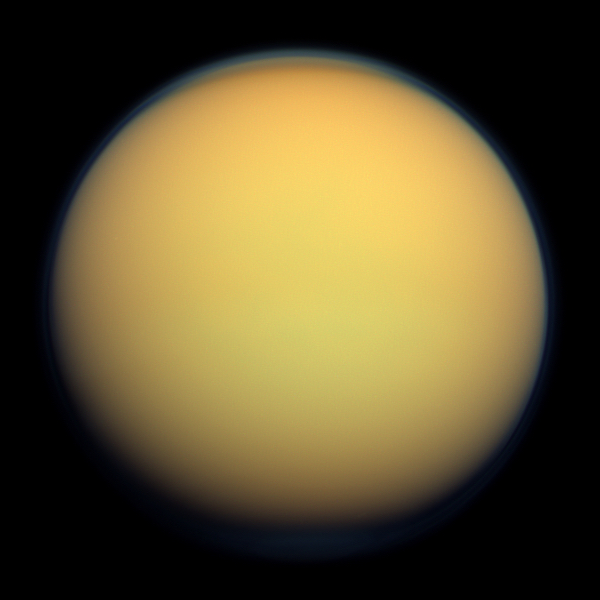
Titan.

Titan est le plus grand satellite de Saturne, représentant environ 96 % de la masse en orbite autour de la planète, anneaux compris,. Découvert par Christian Huygens en 1655, il s'agit de la première lune observée. Il est le deuxième plus grand satellite naturel du Système solaire après Ganymède — son diamètre est plus grand que celui de Mercure ou de Pluton, par exemple —, et le seul doté d'une atmosphère majeure constituée principalement de diazote dans laquelle une chimie organique complexe se produit,,. C'est également le seul satellite avec des mers et lacs d'hydrocarbures.
Le satellite, principalement composé de roche et de glace d'eau, voit son climat modeler sa surface de façon similaire à ce qui se produit sur Terre, faisant qu'il est parfois comparé à une « Terre primitive »,. En juin 2013, des scientifiques de l'Instituto de Astrofísica de Andalucía signalent la détection d'hydrocarbures aromatiques polycycliques dans la mésosphère de Titan, un possible précurseur de la vie,. Ainsi, il s'agit d'un possible hébergeur de vie extraterrestre microbienne et un possible océan souterrain pourrait servir d’environnement favorable à la vie,. En juin 2014, la NASA affirme avoir des preuves solides que l'azote dans l'atmosphère de Titan proviendrait de matériaux dans le nuage d'Oort, associés aux comètes, et non des matériaux qui ont formé Saturne.

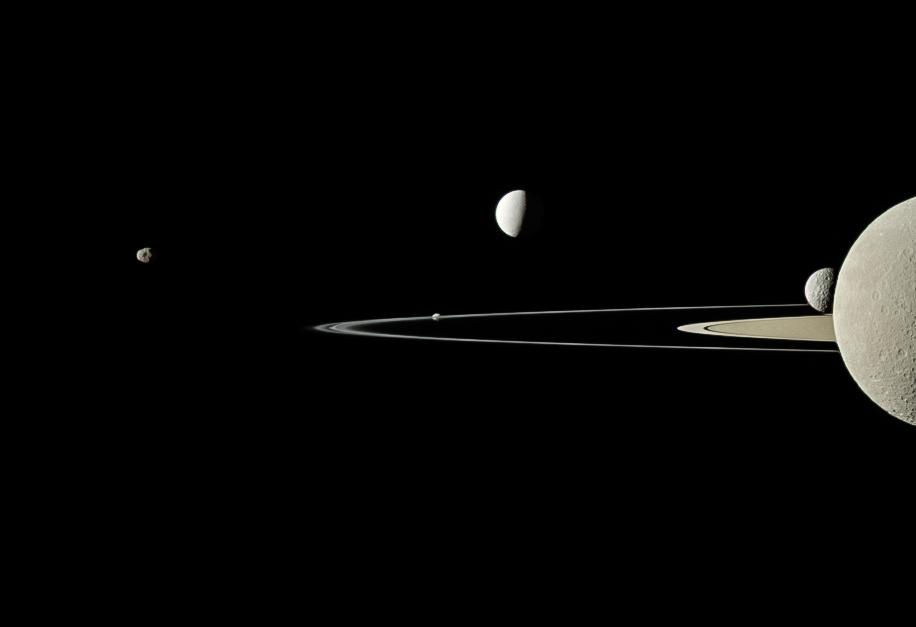
Cinq lunes sont visibles ici avec de gauche à droite : Janus, Pandore, Encelade, Mimas et Rhéa (dont on ne voit que la moitié gauche).

La deuxième plus grande lune de Saturne, Rhéa, possède son propre système d'anneaux et une atmosphère ténue,. Japet, quant à elle, est remarquable par sa coloration — l'un de ses hémisphères étant particulièrement brillant tandis que l'autre est très sombre — et par sa longue crête équatoriale,. Avec, Dioné et Téthys, ces quatre lunes sont découvertes par Jean-Dominique Cassini entre 1671 et 1684.

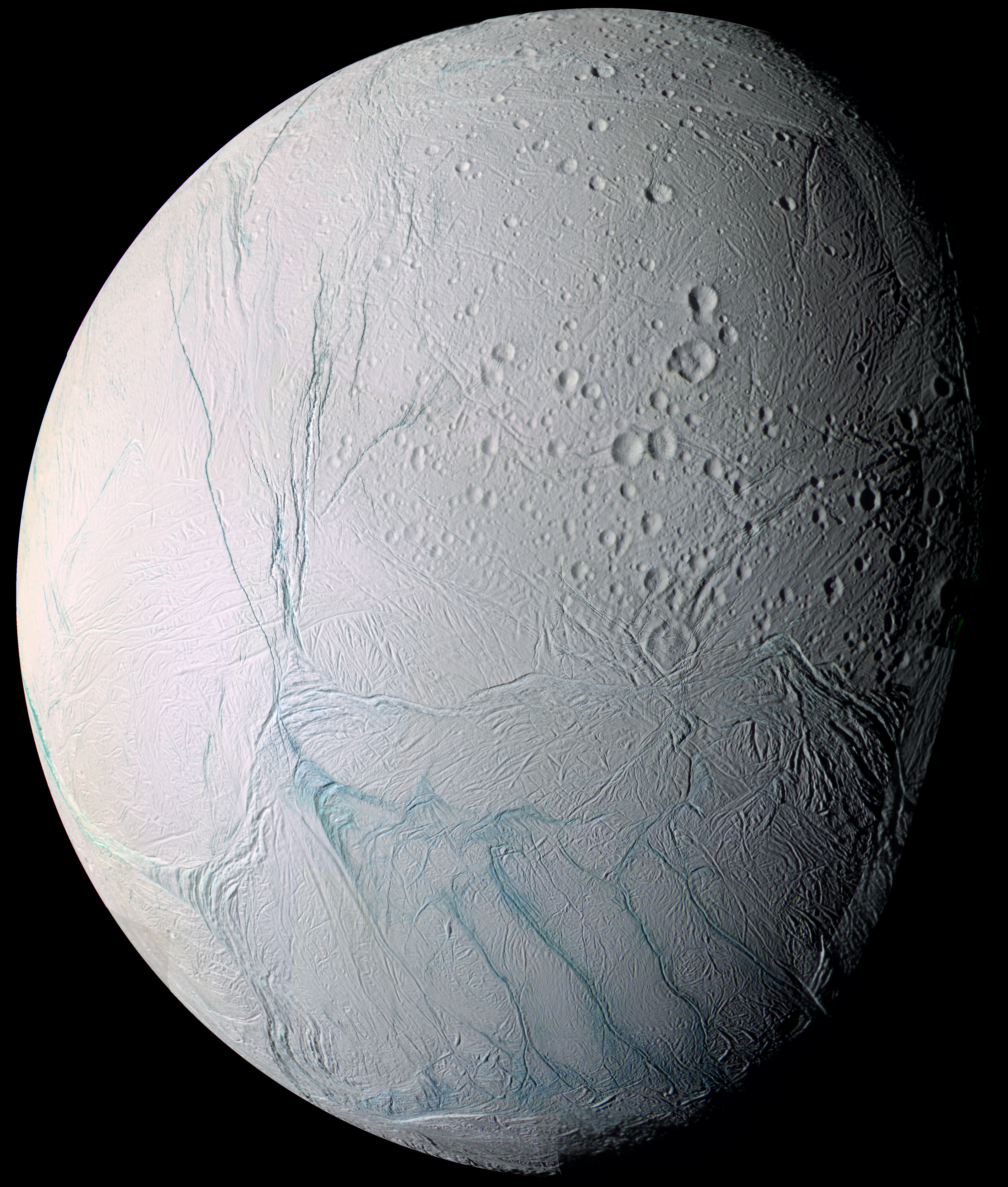
Encelade.

William Herschel découvre ensuite Encelade et Mimas en 1789. La première, dont la composition chimique semble similaire aux comètes, est notable car elle émet de puissants geysers de gaz et de poussières et pourrait contenir de l'eau liquide sous son pôle Sud. Ainsi, elle est également considérée comme un habitat potentiel pour la vie microbienne,. La preuve de cette possibilité inclut par exemple des particules riches en sel ayant une composition « semblable à un océan » qui indique que la majeure partie de la glace expulsée d'Encelade provient de l'évaporation d'eau salée liquide,. Un survol de Cassini en 2015 à travers un panache sur Encelade relève la présence de la plupart des ingrédients nécessaires à soutenir des formes de vie pratiquant la méthanogenèse. Mimas, quant à elle, est responsable de la formation de la division de Cassini et son apparence — avec un cratère faisant le tiers de son diamètre — fait qu'elle est régulièrement comparée à l'Étoile de la mort de la saga Star Wars,.

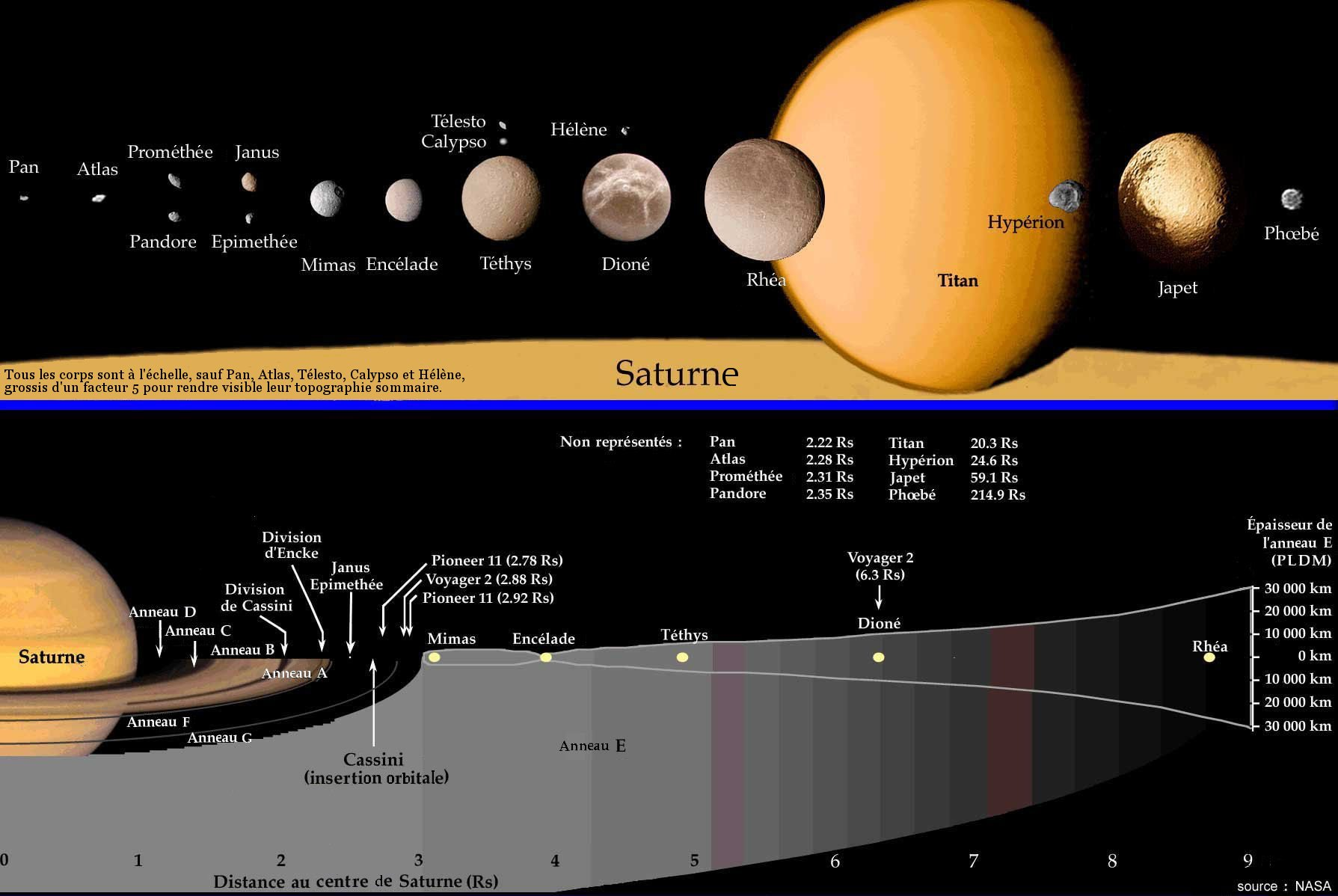
Représentation à l'échelle des principales lunes de Saturne et de la position de leur orbite.

### Anneaux planétaires

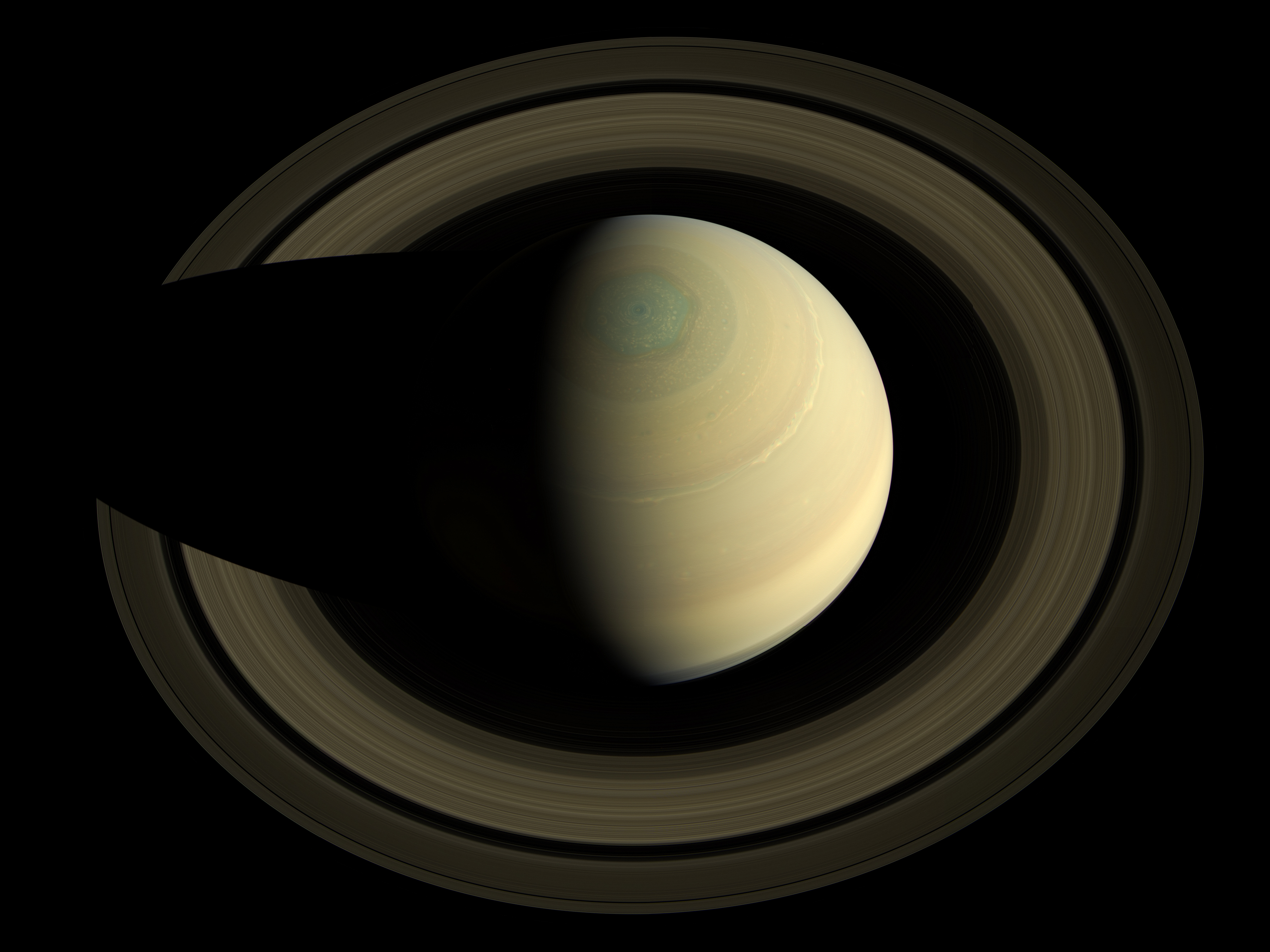
Mosaïque d'images de Saturne montrant ses anneaux (Jewel of the Solar System, Cassini en 2013).

Une des caractéristiques les plus connues de Saturne est son système d'anneaux planétaires qui la rend visuellement unique. Les anneaux forment un disque dont le diamètre est de près de 360 000 km — un peu moins que la distance Terre-Lune — avec les anneaux principaux — nommés A, B et C — s'étendant d'environ 75 000 à 137 000 km depuis l'équateur de la planète et ayant une épaisseur de seulement quelques dizaines de mètres,. Aussi, ils conservent toujours la même inclinaison que l'équateur de la planète. Ils sont principalement composés de glace d'eau (95 à 99 % de glace d'eau pure selon les analyses spectroscopiques), avec des traces d'impuretés de tholin et un revêtement de carbone amorphe. Bien qu'ils semblent continus vus depuis la Terre, ils sont en fait constitués d'innombrables particules dont la taille varie de quelques micromètres à une dizaine de mètres et ayant chacun une orbite et une vitesse orbitale différente. Si les autres planètes géantes — Jupiter, Uranus et Neptune — ont également des systèmes d'anneaux, celui de Saturne est le plus grand et le plus visible du Système solaire avec un albédo de 0,2 à 0,6, pouvant même être observé depuis la Terre à l'aide de jumelles,.
Ils sont aperçus pour la première fois le 25 juillet 1610 par le savant italien Galilée grâce à une lunette astronomique de sa fabrication,. Celui-ci interprète ce qu'il voit comme deux mystérieux appendices de part et d'autre de Saturne, disparaissant et réapparaissant au cours de l'orbite de la planète vu depuis la Terre,. Bénéficiant d'une meilleure lunette que Galilée, le hollandais Christian Huygens est le premier à suggérer en 1655 qu'il s'agit en fait d'un anneau entourant Saturne, expliquant ainsi les disparitions observées par le fait que la Terre passe dans le plan de celui-ci,. En 1675, Jean-Dominique Cassini découvre qu'il y en a réalité plusieurs anneaux en une division entre ceux-ci ; à ce titre la séparation observée, située entre les anneaux A et B, est baptisée « division de Cassini » en son honneur. Un siècle plus tard, James Clerk Maxwell démontre que les anneaux ne sont pas solides mais en réalité composés d'un très grand nombre de particules,.

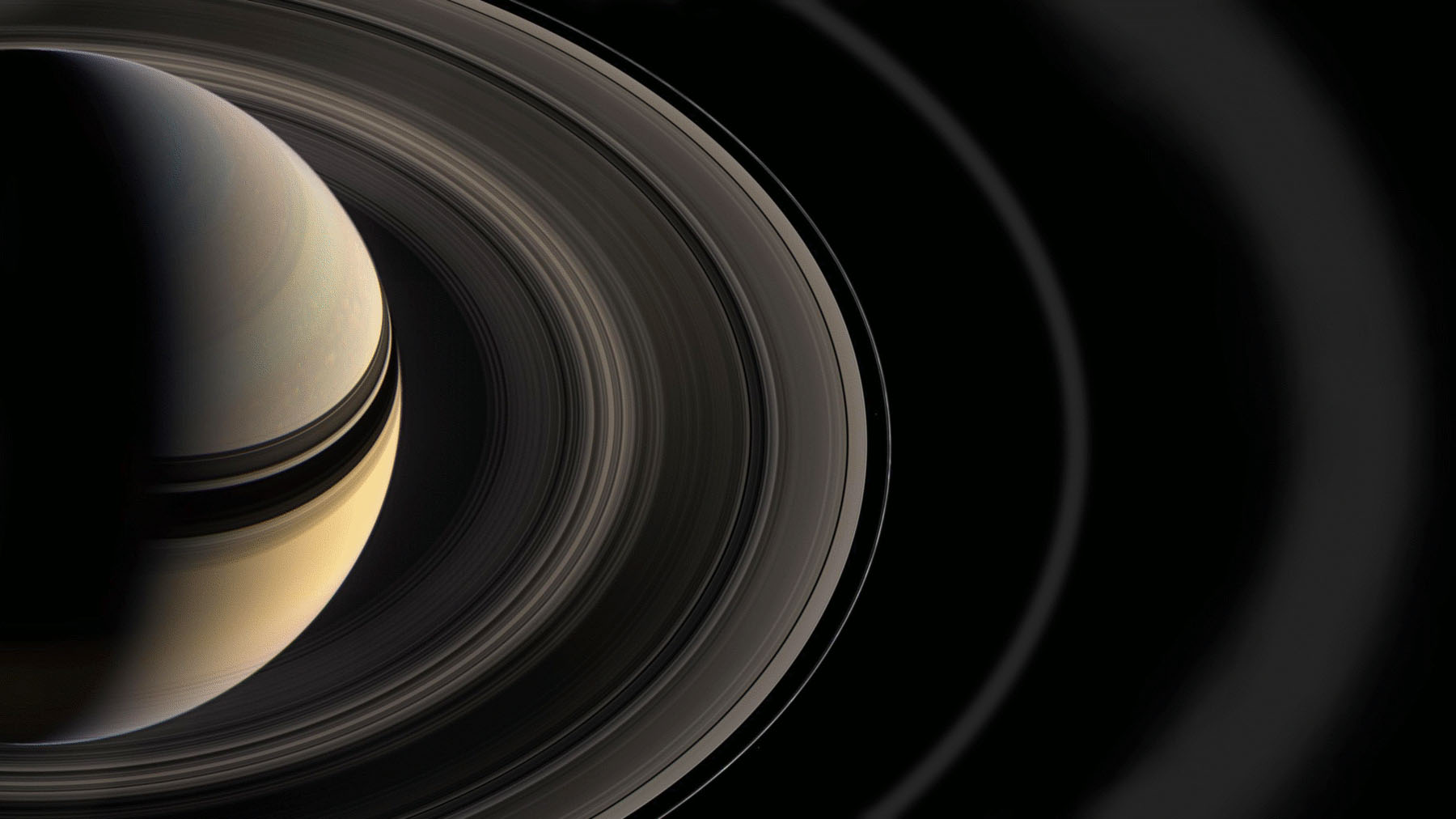
Image de Cassini montant notamment les anneaux ténus et distants E et G (à partir de la droite).

Les anneaux sont nommés de façon alphabétique dans l'ordre de leur découverte. Ils sont relativement proches les uns des autres, espacés par « divisions » souvent étroites — à l'exception de la division de Cassini, d'une largeur de près de 5 milliers de kilomètres — où la densité de particule diminue grandement. Ces divisions sont causées pour la plupart par l'interaction gravitationnelle des lunes de Saturne, notamment des satellites bergers. Par exemple, Pan se situe dans la division d'Encke et Daphnis se situe dans la division de Keeler, qu'ils auraient respectivement créés par leurs effets — cela permettant par ailleurs de calculer précisément la masse de ces satellites. La division de Cassini, quant à elle, semble formée par l’attraction gravitationnelle de Mimas.

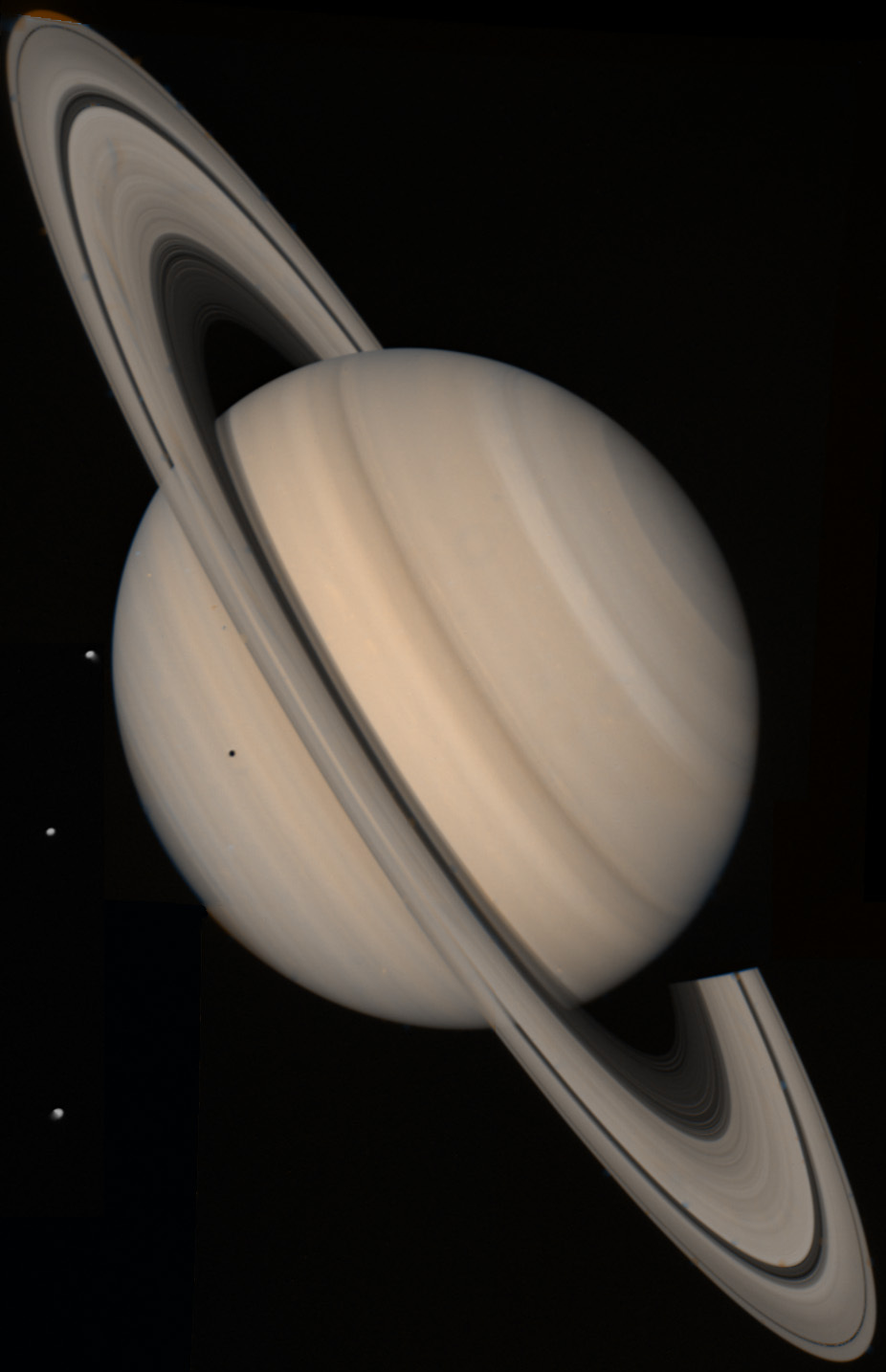
Image de Voyager 2 le 4 août 1981 à 21 millions de kilomètres. On observe notamment la lune Téthys, projetant une ombre sur la planète, puis Dioné et Rhéa en dessous. Un quatrième satellite, Mimas, est plus difficile à voir car il se situe devant la planète : il se trouve en haut à droite de Thétys, un point clair devant une bande un peu plus sombre. Son ombre est projetée au-dessus de l'ombre de Thétys, près des anneaux.

L'abondance en eau des anneaux varie radialement, l'anneau le plus externe A étant le plus pur en eau glacée ; cette variance d'abondance peut être expliquée par un bombardement de météorites. Les anneaux A, B et C sont les plus visibles — l'anneau B est le plus lumineux parmi eux — et ainsi considérés comme « principaux »,. Les anneaux D, E, F et G, quant à eux, sont plus ténus et ont été découverts plus tardivement. Une partie de la glace dans l'anneau E provient des geysers de la lune Encelade,.
En 2009, un anneau beaucoup plus lointain est mis en évidence par le satellite Spitzer en infrarouge,. Ce nouvel anneau, appelé anneau de Phœbé, est très ténu et est aligné avec une des lunes de Saturne : Phœbé. Il est ainsi supposé que la lune en serait l'origine et partage son orbite rétrograde.
| Nom                 | Rayon interne | Rayon interne | Rayon externe | Rayon externe | Largeur (km) | Épaisseur (m) | Nommé après            |
| Nom                 | km            | RS            | km            | RS            | Largeur (km) | Épaisseur (m) | Nommé après            |
| ------------------- | ------------- | ------------- | ------------- | ------------- | ------------ | ------------- | ---------------------- |
| Anneau D            | 66 900        | 1,110         | 74 510        | 1,236         | 7 610        | ?             |                        |
| Anneau C            | 74 658        | 1,239         | 92 000        | 1,527         | 17 342       | 5             |                        |
| Anneau B            | 92 000        | 1,527         | 117 580       | 1,951         | 25 580       | 5-10          |                        |
| Division de Cassini | 117 500       | 1,95          | 122 200       | 2,03          | 4 700        | —             | Jean-Dominique Cassini |
| Anneau A            | 122 170       | 2,027         | 136 775       | 2,269         | 14 605       | 20-40         |                        |
| Division d'Encke    | 133 589       | 2,216         | —             | —             | 325          | —             | Johann Franz Encke     |
| Division de Keeler  | 136 530       | 2,265         | —             | —             | 35           | —             | James Edward Keeler    |
| Division de Roche   | 136 775       | 2,284         | 139 380       | 2.313         | 2 600        | ?             | Édouard Roche          |
| Anneau F            | 140 180       | 2,326         | —             | —             | 30-500       | ?             |                        |
| Anneau G            | 170 000       | 2,82          | 175 000       | 2,90          | 5 000        | 1 × 105       |                        |
| Anneau E            | 181 000       | 3             | 483 000       | 8             | 302 000      | 1 × 107       |                        |
| Anneau de Phœbé     | ~ 4 000 000   | 66            | > 13 000 000  | 216           | —            | —             | Phœbé                  |

Il n'existe pas de consensus quant au mécanisme de leur formation, mais deux hypothèses principales sont principalement proposées concernant l'origine des anneaux. Une hypothèse est que les anneaux sont les restes d'une lune détruite de Saturne et la deuxième est que les anneaux sont restés du matériau nébulaire originel à partir duquel Saturne s'est formée. Si ces modèles théoriques supposent que les anneaux seraient apparus tôt dans l'histoire du Système solaire, les données de la sonde Cassini indiquent cependant qu'ils pourraient s'être formés beaucoup plus tard et leur âge est ainsi estimé à environ 100 millions d'années en 2019,. De plus, ils pourraient disparaître d'ici 100 millions d'années,. À la suite de ces découvertes, le mécanisme privilégié pour expliquer l'apparition des anneaux est qu'une lune glacée ou une très grande comète aurait pénétré la limite de Roche de Saturne.

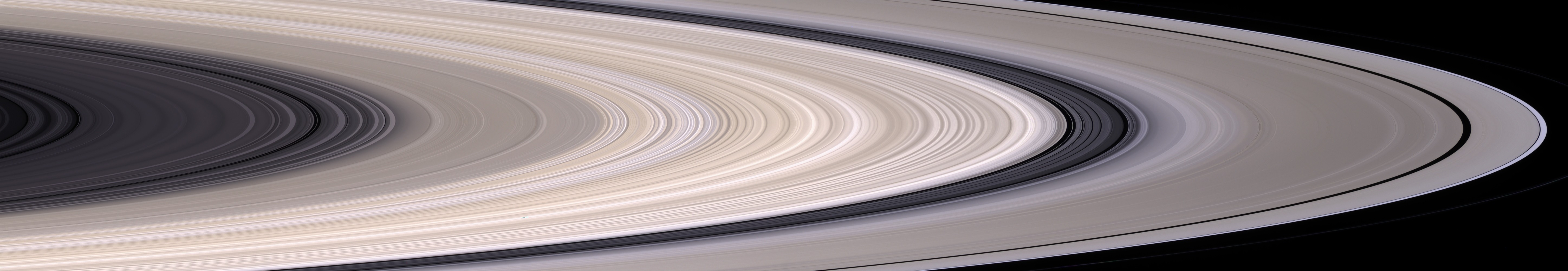
Vue panoramique des anneaux de Saturne à une distance de 1,8 million de kilomètres de la planète par Cassini (2004).

Scan légendé des principaux anneaux de Saturne et de leurs divisions.

### Autre entourage de Saturne
Un astéroïde troyen d'une planète est un astéroïde situé aux alentours d'un des deux points stables de Lagrange (L4 ou L5) du système Soleil-planète, c'est-à-dire qu'ils sont situés à 60° en avance ou en retard sur l'orbite de la planète. Cependant, Saturne ne possède aucun astéroïde troyen connu contrairement à la Terre, Mars, Jupiter, Uranus et Neptune. Il est supposé que des mécanismes de résonance orbitale, notamment la résonance séculaire, sont à l'origine de l'absence de troyen pour Saturne.

Diagramme en coupe de la structure de Saturne et de ses anneaux. Les orbites des lunes sont indiquées à l'échelle.

## Observation

Simulation de l'apparence de Saturne vue de la Terre à l'opposition pendant une orbite de Saturne (de 2001 à 2029).

Si Uranus est visible à l'œil nu dans de très bonnes conditions — notamment lorsqu'elle est en opposition — et dans un ciel très sombre, Saturne est souvent considérée comme la planète la plus éloignée du Soleil et de la Terre visible à l'œil nu de façon générale,. Dans le ciel nocturne, la planète apparaît comme un point lumineux brillant et jaunâtre avec sa magnitude apparente moyenne de 0,46 — écart type de 0,34. La majeure partie de la variation de magnitude est due à l'inclinaison du système d'anneau par rapport au Soleil et à la Terre. En effet, la magnitude la plus brillante -0,55 se produit à peu près au moment où le plan des anneaux est le plus incliné, et la plus faible magnitude 1,17 se produit au moment où il l'est le moins,.
De plus, Saturne et ses anneaux sont mieux visibles lorsque la planète est proche de l'opposition, à une élongation de 180° par rapport au Soleil. Une opposition saturnienne se produit presque chaque année car la période synodique de Saturne est de 378 jours mais a un impact moindre que la position des anneaux sur sa visibilité. Par exemple, lors de l'opposition du 17 décembre 2002, Saturne est apparue à son plus brillant en raison d'une orientation favorable de ses anneaux par rapport à la Terre, même si la planète était pourtant plus proche lors de l'opposition suivante fin 2003.

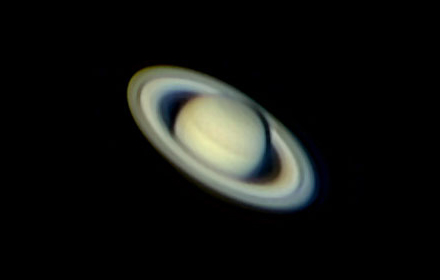
Vue de Saturne avec un télescope amateur en Allemagne en mars 2004.

Afin de pouvoir obtenir une image nette des anneaux de Saturne, il est nécessaire d'utiliser des jumelles puissantes ou un petit télescope. Lorsque la Terre traverse le plan des anneaux, ce qui se produit deux fois par année saturnienne (environ tous les 15 ans terrestres), les anneaux disparaissent brièvement de la vue du fait de leur épaisseur de quelques centaines de mètres en moyenne. Une telle « disparition » se produira pour la prochaine fois en 2025, mais Saturne sera trop proche de la direction du Soleil pour pouvoir l'observer,. Par ailleurs, il est également possible d'observer des caractéristiques majeures à l'aide d'un télescope amateur, comme les grandes taches blanches qui apparaissent près du solstice d'été de l'hémisphère nord.
Il faut environ 29,5 ans à Saturne pour réaliser une orbite complète et terminer un circuit entier de l'écliptique devant les constellations de fond du zodiaque. De temps en temps, Saturne est occultée par la Lune — c'est-à-dire que la Lune recouvre Saturne dans le ciel. Comme pour toutes les planètes du Système solaire, les occultations de Saturne se produisent en « saisons d'occultation ». Les occultations saturniennes ont lieu tous les mois pendant environ 12 mois, suivis d'environ cinq ans pendant lesquels aucune activité de ce genre n'est enregistrée. L'orbite de la Lune étant inclinée de plusieurs degrés par rapport à celle de Saturne, les occultations ne se produisent que lorsque Saturne est près de l'un des points du ciel où les deux plans se croisent — à la fois la longueur de l'année de Saturne et la période de précession nodale de 18,6 années terrestres de l'orbite de la Lune influencent la périodicité —,.

## Histoire des observations

### Avant les télescopes

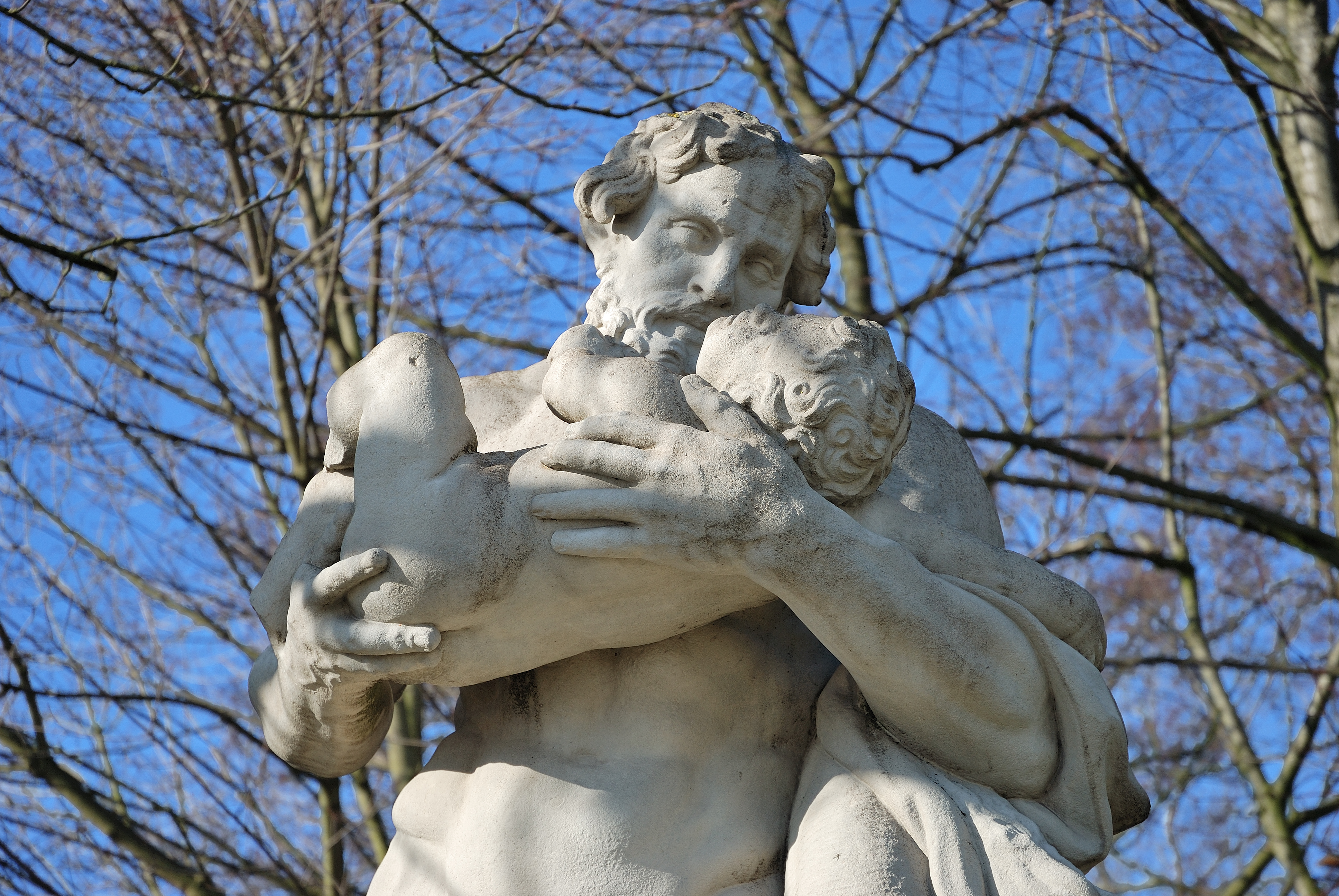
Représentation classique du dieu Saturne, dévorant un de ses enfants.

Saturne est connue depuis les temps préhistoriques et est au début de l'Histoire enregistrée comme un personnage majeur dans diverses mythologies,. Depuis l'Antiquité et avant la découverte d'Uranus en 1781, elle est la planète la plus éloignée du Soleil connue et marque ainsi la limite extrême du Système solaire dans l'esprit des astronomes,. Dans l'Égypte antique, elle symbolise la divinité Horus sous le nom de Hor-ka-pet (« taureau céleste »),, tandis que les sumériens l'appellent Lubat-saguš (« étoile du soleil »),. Les astronomes babyloniens observent et enregistrent systématiquement les mouvements de Saturne depuis au moins le IXe siècle av. J.-C., l'appelant Kajamanu,.
En grec ancien, la planète est connue sous le nom de Φαίνων Phainon, puis à l'époque romaine comme « l'étoile de Saturne », le dieu du temps, dont la planète tire son nom moderne,. Les romains considèrent le dieu Saturne comme l'équivalent du Titan Cronos ; en grec moderne, la planète conserve d'ailleurs le nom de Kronos (grec moderne : Κρόνος). Par ailleurs, le nom grec reste utilisé en forme adjectivale, notamment pour les astéroïdes kronocroiseurs. L'astronome grec Claude Ptolémée fonde ses calculs de l'orbite de Saturne sur des observations qu'il réalise alors qu'elle est en opposition et suppose qu'elle est très froide en raison de son éloignement au Soleil, qu'il situe alors entre Vénus et Mars,.
Dans l'astrologie hindoue, Saturne est connue sous le nom de « Shani » et juge les hommes en fonction de leurs actions,. La culture chinoise et japonaise antique désigne Saturne comme « l'étoile de la terre » (土星) dans la cosmologie Wuxing des cinq éléments,,. En hébreu ancien, Saturne s'appelle « Shabbathai » et son ange est Cassiel,.

L’étoile des Rois mages, ou étoile de Bethléem, est parfois évoquée comme ayant été une nova, supernova ou encore la comète de Halley, ces hypothèses ayant finalement été mises de côté, car aucun de ces phénomènes ne s'est déroulé durant le règne d’Hérode. Ainsi, l'explication actuelle est que l'intense lumière ait été produite par une triple conjonction entre Jupiter et Saturne en mars, octobre et décembre de l'année 7 av. J.-C.,

### Recherches au télescope à partir duXVIIesiècle

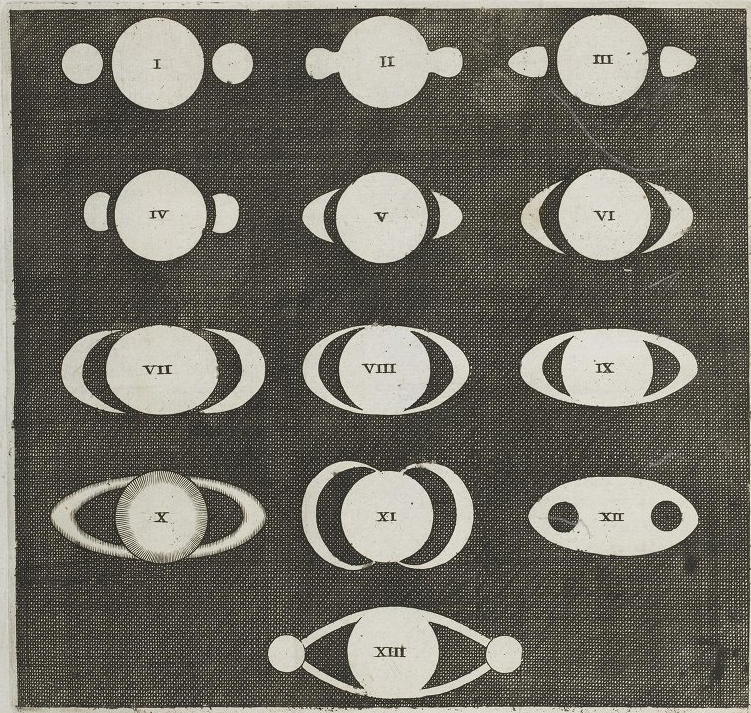
Dessins de Huygens en 1659 représentant l'évolution de la perception de Saturne depuis la première observation (I) de Galilée.

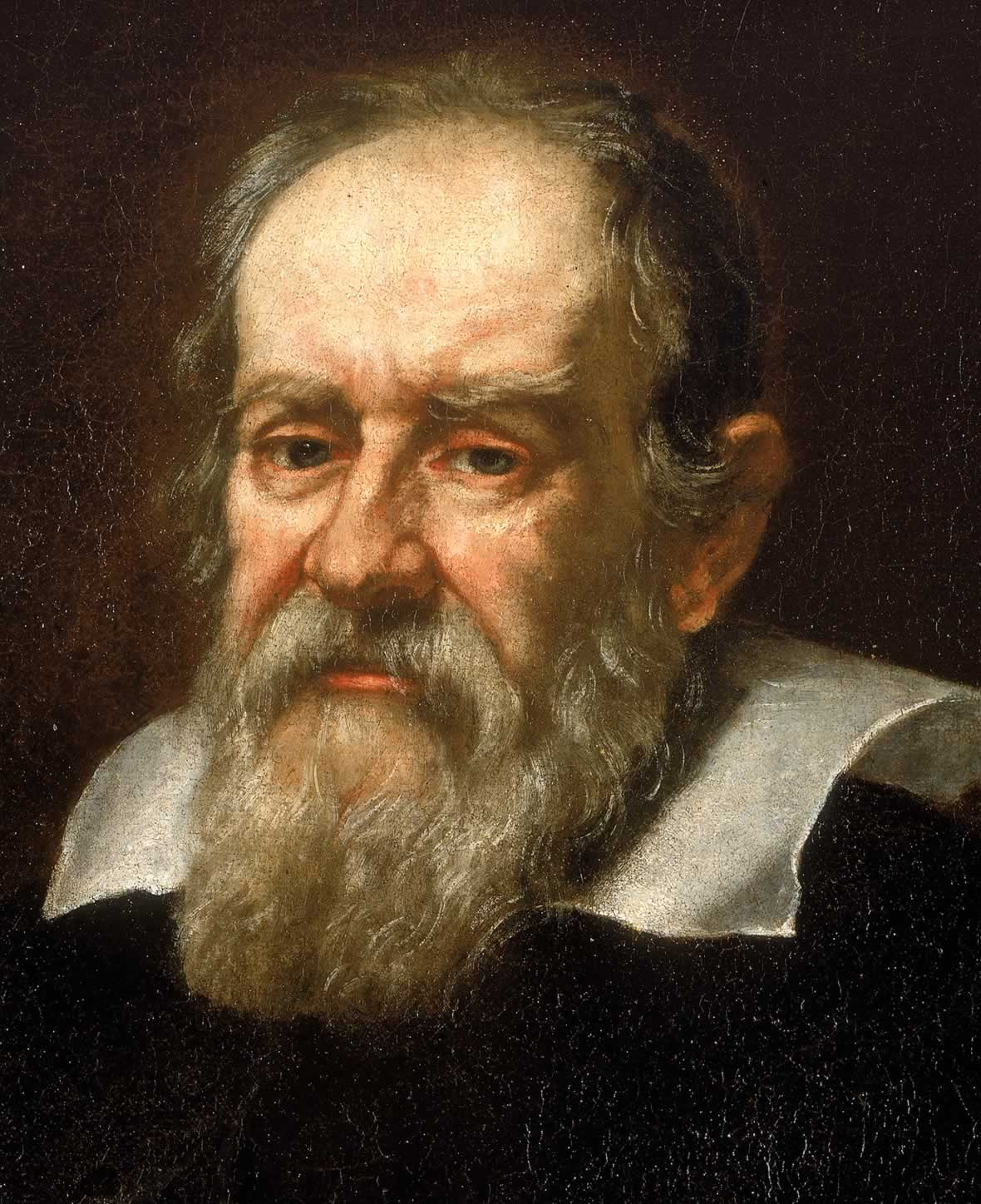
Galilée.

En 1610, Galilée, après avoir découvert quatre lunes de Jupiter — les satellites galiléens — grâce à une lunette astronomique de sa conception, décide d'utiliser son nouvel instrument pour observer Saturne,. En le braquant sur la planète, il observe pour la première fois ses anneaux, mais ne comprend pas leur nature à cause de la trop faible résolution de sa lunette (grossissement de 20), : il les voit et les dessine comme deux très larges lunes entourant Saturne,. Dans une lettre, il décrit la planète comme « non pas une étoile simple, mais une composition de trois qui se touchent presque, ne bougeant jamais relativement les unes aux autres, et qui sont alignées le long du zodiaque, celle du milieu étant trois fois plus grande que les deux latérales »,,.
En 1612, la Terre passant dans le plan des anneaux — ce qui arrive environ une fois tous les 15 ans —, ceux-ci disparaissent de sa vue : cela le surprend, mais lui permet de comprendre que Saturne est en réalité un corps unique ; il est par ailleurs le premier de l'histoire à avoir observé cet événement astronomique. Il ne comprend toutefois pas l'origine de cette disparition, et écrit même, en référence à l'origine mythologique du nom de l'astre, que Saturne aurait « dévoré ses propres enfants »,,. Puis, en 1613, ils réapparaissent sans que Galilée ne puisse émettre non plus une hypothèse quant à ce qu'il observe.
En 1616, il dessine à nouveau les anneaux, cette fois-ci comme des anses autour de la planète. Il écrit alors : « les deux compagnons ne sont plus de petits globes mais sont à présent bien plus grands et ne sont plus ronds… ils sont demi-ellipses avec de petits triangles noirs au milieu et de la figure et contigus au globe de Saturne, qui est lui toujours vu comme rond »,,.

En 1655, Christian Huygens, disposant d'un télescope avec un grossissement de 50, découvre près de Saturne un astre qui sera nommé plus tard Titan. Par ailleurs, il postule pour la première fois que Saturne serait entourée d'un anneau solide, formé de « bras »,. Trois ans plus tard, dans son livre Systema Saturnium, il explique le phénomène de disparition des anneaux observé auparavant par Galilée,,. En 1660, Jean Chapelain spécule que ces anneaux seraient composés d'un très grand nombre de petits satellites, ce qui passe inaperçu, car la majorité des astronomes pensent alors que l'anneau est solide. 

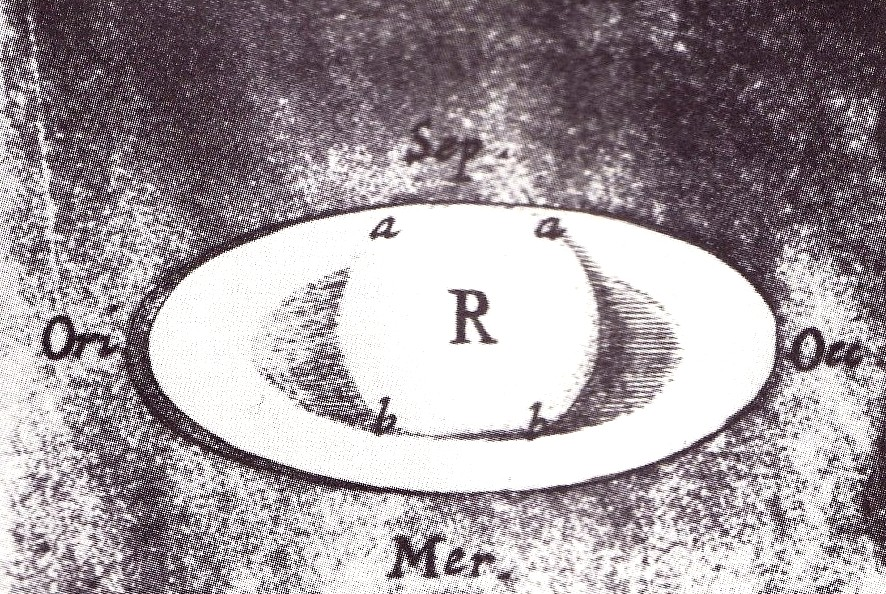
Robert Hooke note les ombres (a et b) projetées par le globe et les anneaux l'un sur l'autre dans ce dessin de Saturne en 1666.

En 1671 et 1672, pendant un phénomène de disparition des anneaux, Jean Dominique Cassini découvre Japet puis Rhéa, les deux plus grandes lunes de Saturne après Titan. Plus tard, en 1675 et 1676, il détermine que l'anneau est composé de plusieurs anneaux, séparés par au moins une division, ; la plus large d'entre elles — et celle qu'il a probablement observée, séparant les anneaux A et B — sera plus tard nommée la division de Cassini d'après lui. Finalement, il découvre en 1684 deux nouvelles lunes : Téthys et Dioné,. Il nomme alors les quatre lunes découvertes Sidera Lodoicea (« les étoiles de Louis ») en l'honneur du roi de France Louis XIV,. 
Aucune autre découverte d'importance n'est faite pendant un siècle jusqu'aux travaux de William Herschel — également découvreur de la planète Uranus. En 1780, il rapporte un trait noir sur l'anneau B, une division qui est probablement la même que celle observée par Johann Franz Encke en 1837 et qui prendra le nom de ce dernier en tant que division d'Encke. En 1789, lors d'une disparition des anneaux, il identifie deux autres lunes : Encelade et Mimas. Cette observation lui permet de plus de confirmer que la planète est aplatie aux pôles, ce qui était seulement suspecté auparavant, et de faire la première estimation de l'épaisseur des anneaux, à environ 500 kilomètres. Finalement, il détermine en 1790 la période de rotation des anneaux comme étant de 10 h 32 min, une valeur très proche de la réalité. Pierre-Simon de Laplace, avec les lois de Kepler, fournit ensuite une première estimation de la distance de la planète au Soleil à 1,4 milliard de kilomètres. Aussi, à partir de sa taille apparente, il évalue le diamètre de la planète à 100 000 km et le diamètre des anneaux à 270 000 km. 
En 1848, William Cranch Bond et son fils George Phillips Bond observent pour la première fois Hypérion, un satellite en résonance orbitale avec Titan, découverte également réalisée indépendamment deux jours plus tard par William Lassell — découvreur deux ans plus tôt de la plus grosse lune de Neptune, Triton. L'année suivante, Édouard Roche suggère que les anneaux se seraient formées quand un satellite aurait approché Saturne et qu'il se serait décomposé à cause des forces de marées ; un concept qui prendra ensuite le nom de limite de Roche. 

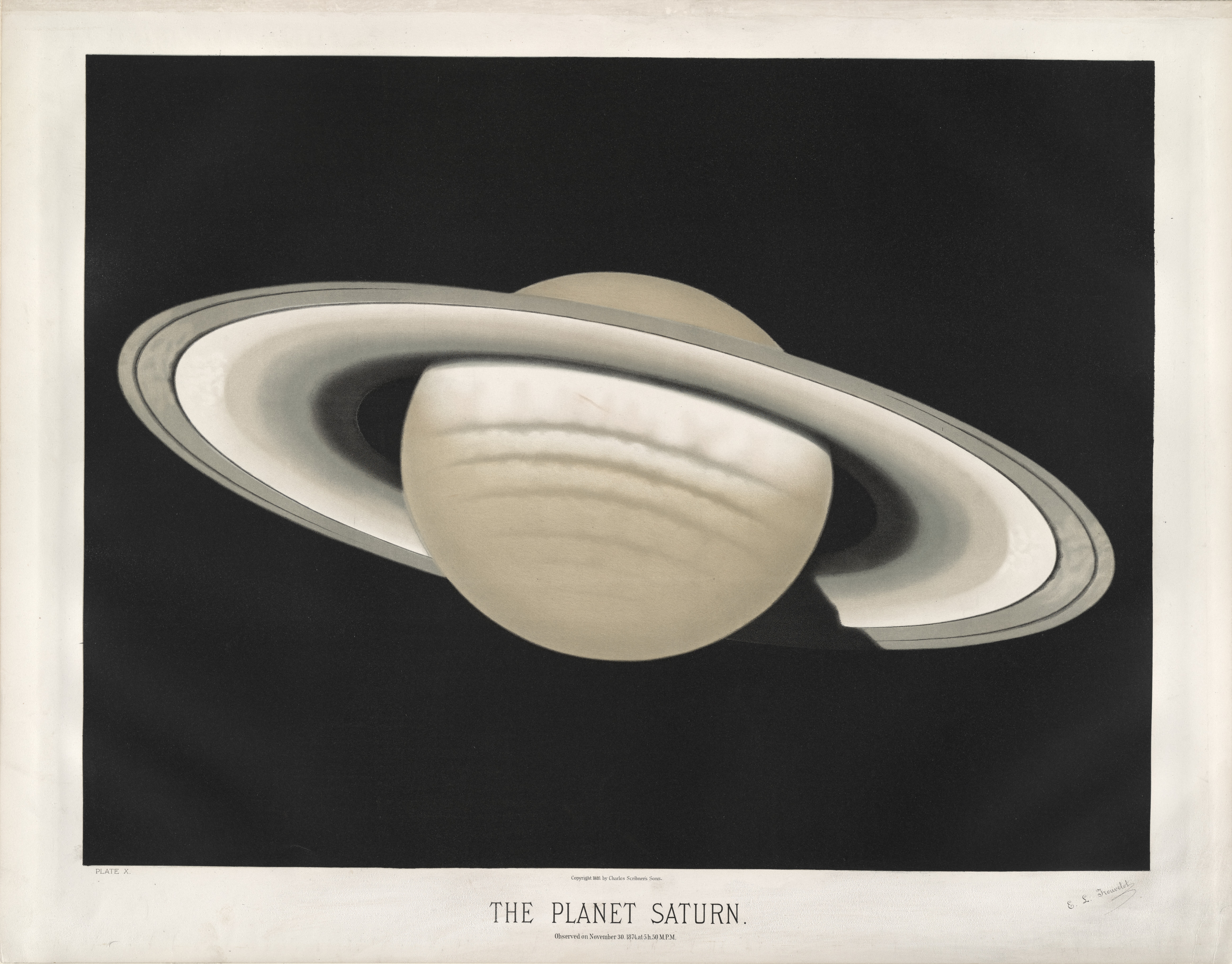
Représentation de Saturne par Étienne Trouvelot en 1874.

Dans les années 1850, plusieurs observations sont faites à travers l'anneau C, tout juste découvert par le père et le fils Bond, mettant à mal la théorie d'anneaux solides. En 1859, James Clerk Maxwell publie son livre On the Stability of the Motion of Saturn's Rings dans lequel il avance que les anneaux sont en réalité composés d'un « nombre indéfini de particules non connectées », toutes orbitant autour de Saturne indépendamment ; ces travaux lui vaudront le prix Adams. Cette théorie est prouvée correcte en 1895 par des études spectroscopiques menées par James Keeler et William Campbell à l'observatoire Lick, dans lesquelles ils observent que les parties internes des anneaux orbitent plus rapidement que les parties externes.
En 1872, Daniel Kirkwood parvient à définir que les divisions de Cassini et d'Encke sont en résonance avec les quatre lunes intérieures alors connues : Mimas, Encelade, Téthys et Dioné.
Lors de la deuxième partie du XIXe siècle, la photographie se développe et Saturne est alors une cible de choix : de nombreux astrophotographes allant de Warren de la Rue à John Rogers Commons en passant par les frères Paul-Pierre et Prosper-Mathieu Henry la prennent alors en image, le mérite de la première photographie réussie étant partagé entre Commons et les frères Henry,,. 

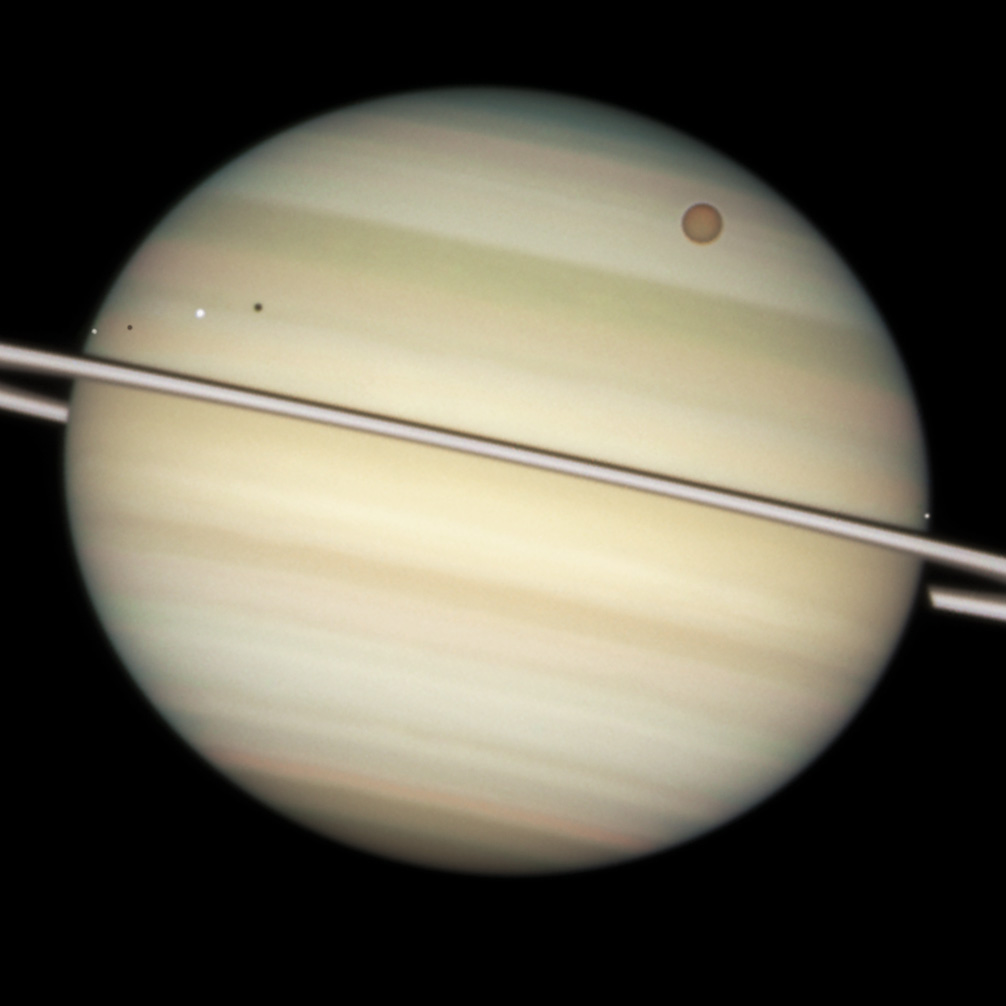
Quadruple transit des lunes (de gauche à droite) Encelade, Dioné, Titan et Mimas devant Saturne observé par le télescope Hubble en 2009.

En 1899, William Henry Pickering découvre Phoebé, un satellite irrégulier n'étant pas en rotation synchrone et ayant une orbite rétrograde. Il s'agit du premier de ce type trouvé et, par ailleurs, il s'agit de l'unique lune de Saturne découverte depuis une observation terrestre sans profiter d'une disparition des anneaux.
Au XXe siècle puis au XXIe siècle, la majorité des informations concernant la planète sont ensuite connues grâce aux différentes missions d'exploration spatiale. Les événements où la Terre croise le plan des anneaux restent cependant utilisés pour l'observation terrestre. Par exemple, en 1966, l'observatoire Allegheny photographie ce qui sera ensuite appelé l'anneau E et que les lunes Janus et Épiméthée sont découvertes ; puis, en 1979 et 1980, trois nouvelles autres le sont par des équipes distinctes : Télesto, Calypso et Hélène. Le télescope spatial Hubble suit également l'activité du système saturnien en continu, renvoyant parfois des images remarquables comme un quadruple transit observé en 2009,. 

## Exploration

### Survols

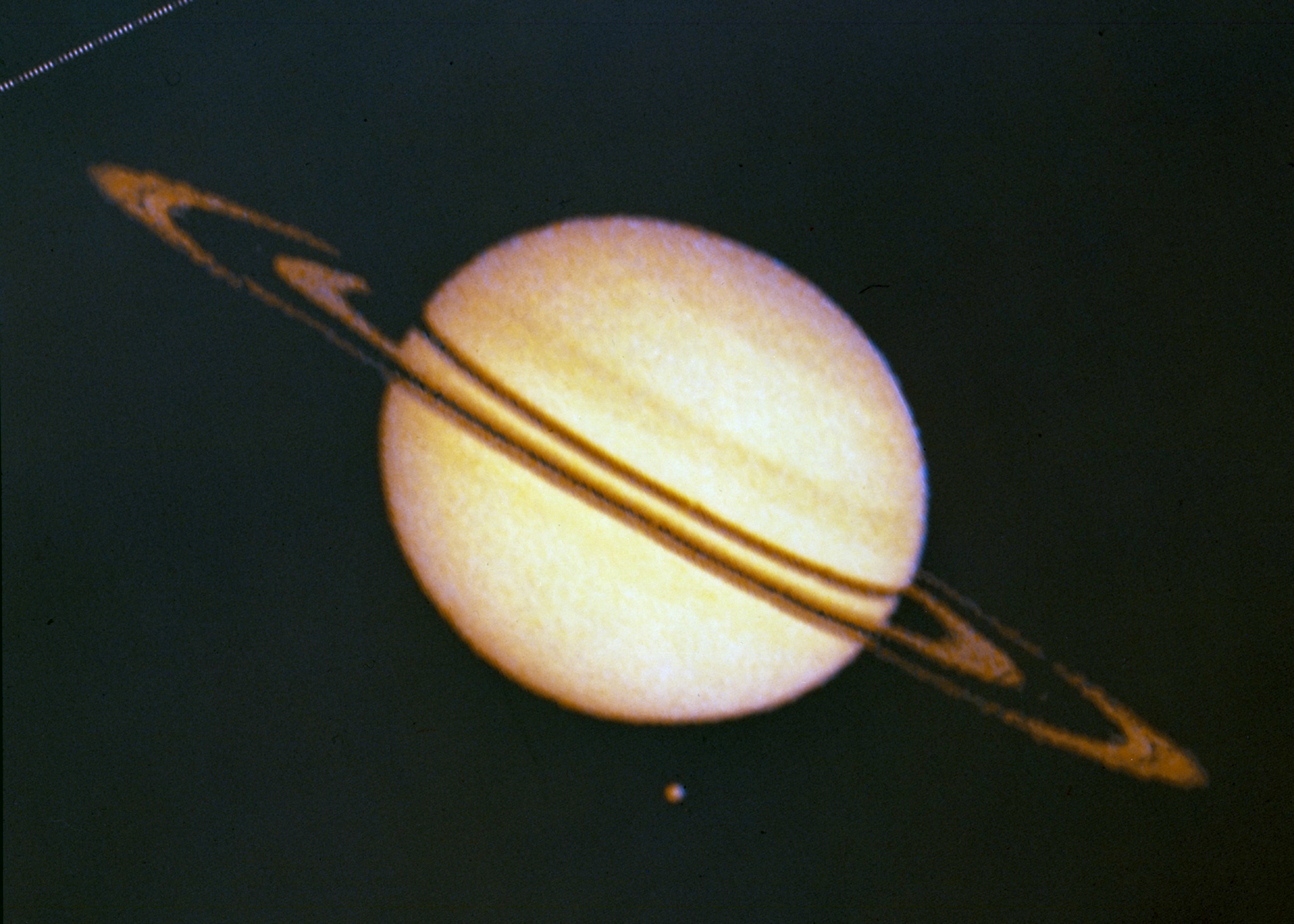
Image en basse résolution de Pioneer 11 montrant aussi Titan.

Dans le dernier quart du XXe siècle, Saturne est visitée par trois sondes spatiales de la NASA qui réalisent un survol de celle-ci : Pioneer 11 en 1979, Voyager 1 en 1980 et Voyager 2 en 1981,.

Après avoir utilisé l'assistance gravitationnelle de Jupiter, Pioneer 11 effectue le premier survol de Saturne en septembre 1979 et passe à environ 21 000 km du sommet des nuages de la planète, se glissant entre l'anneau interne et les couches hautes de l'atmosphère,. La sonde prend des photographies en basse résolution de la planète et de quelques-uns de ses satellites, bien que leur résolution soit trop faible pour discerner des détails de leur surface. La sonde spatiale étudie également les anneaux de la planète, révélant le fin anneau F et confirmant l'existence de l'anneau E ; aussi, le fait que les divisions dans les anneaux sont montrées comme brillantes lorsque vues avec un angle de phase élevé par la sonde révèle la présence d'un matériau fin diffusant la lumière et qu'elles ne sont donc pas vides. De plus, Pioneer 11 fournit de nombreuses données sur la magnétosphère et l'atmosphère de Saturne ainsi que la première mesure de la température de Titan à 80 K (−193 °C),.

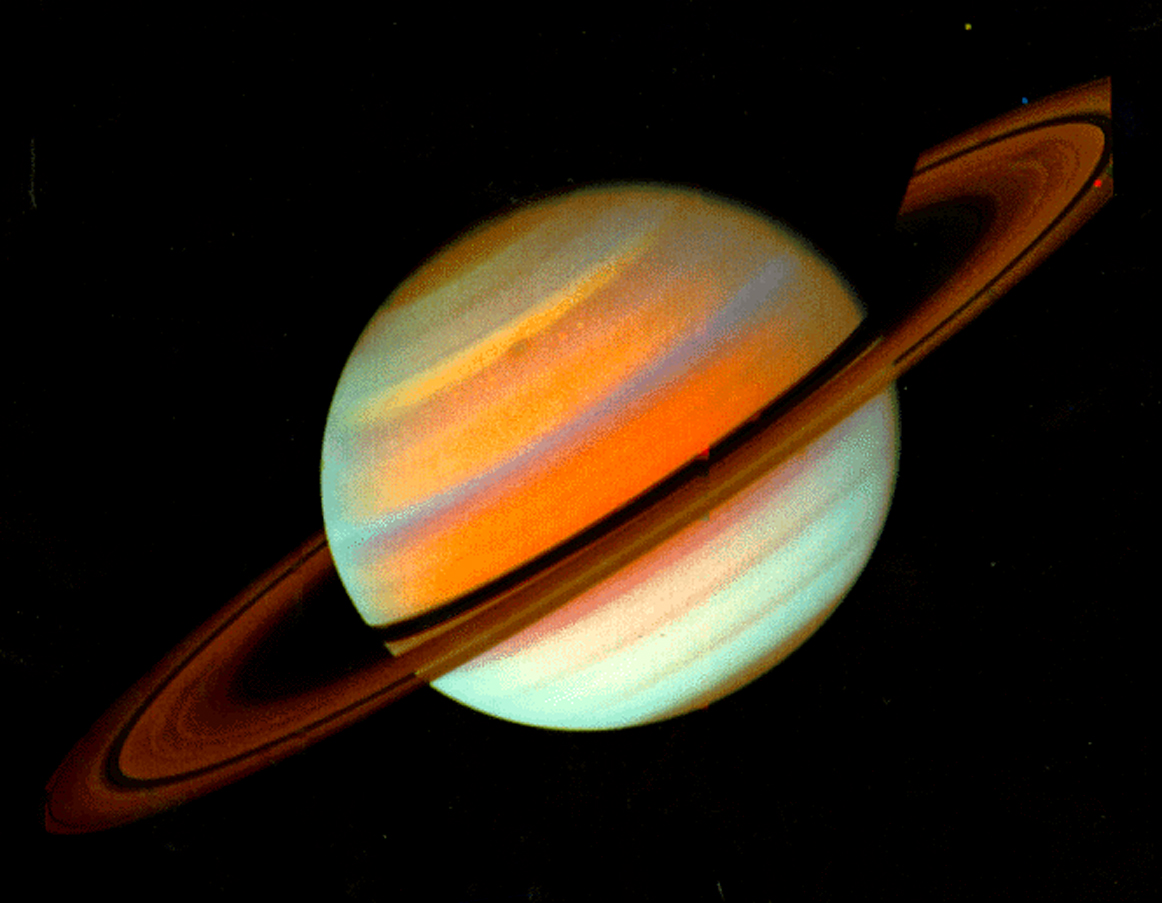
Image en fausses couleurs de Saturne rapportée par Voyager 1.

Un an plus tard, en novembre 1980, Voyager 1 visite à son tour le système saturnien. La sonde renvoie les premières images en haute résolution de la planète, de ses anneaux et de ses lunes, dont Dioné, Mimas et Rhéa. Voyager 1 effectue également un survol de Titan, accroissant les connaissances sur l'atmosphère de cette lune, notamment qu'elle est impénétrable dans les longueurs d'onde visibles — empêchant l'imagerie de détails de surface — et la présence de traces d'éthylène et d'autres hydrocarbures. Ce dernier survol a pour conséquence de profondément changer la trajectoire de la sonde et de l'éjecter hors du plan de l'écliptique,. 
Près d'un an plus tard, en août 1981, Voyager 2 poursuit l'étude. Passant à 161 000 km du centre de la planète le 26 août 1981, elle prend des gros plans des lunes et apporte des preuves d'évolution de l'atmosphère et des anneaux grâce à ses caméras plus sensibles que les sondes précédentes,. Mais pendant le survol, la plateforme de caméra orientable reste coincée pendant plusieurs jours, impliquant que certaines photographies ne peuvent pas être prises selon l'angle prévu et entraînant la perte d'une partie des données réalisées. L'assistance gravitationnelle de Saturne est finalement utilisée pour diriger la sonde vers Uranus puis vers Neptune, faisant de cette sonde la première et la seule à avoir visité ces deux planètes,.

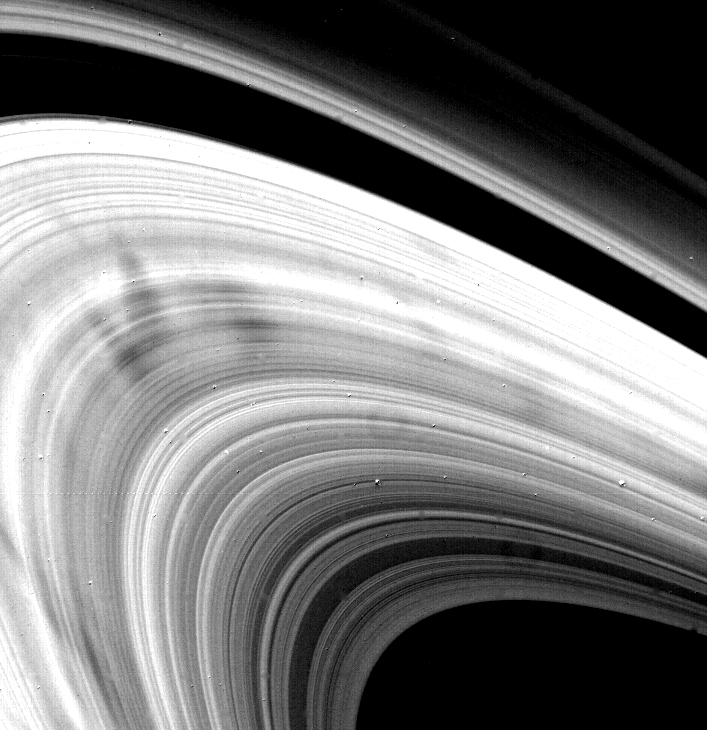
Des spokes dans l'anneau B de Saturne, vues par Voyager 2.

Le programme Voyager permet de nombreuses découvertes comme celle de plusieurs nouveaux satellites orbitant près ou dans les anneaux de la planète, dont Atlas et les satellites bergers Prométhée et Pandore (les premiers jamais découverts), ou de trois nouvelles divisions dans les anneaux, ensuite respectivement appelées Maxwell, Huygens et Keeler,. Par ailleurs, l'anneau G est découvert et des « spokes » — des taches sombres — sont observées sur l'anneau B,.
| Sonde      | Date               | Agence spatiale | Distance (km) | Principales réalisations                                                                        |
| ---------- | ------------------ | --------------- | ------------- | ----------------------------------------------------------------------------------------------- |
| Pioneer 11 | 1er septembre 1979 | NASA            | 79 000        | Premier survol réussi de Saturne. Découverte de l'anneau F.                                     |
| Voyager 1  | 12 novembre 1980   | NASA            | 184 300       | Premières images en haute résolution.                                                           |
| Voyager 2  | 25 août 1981       | NASA            | 161 000       | Utilisation de l'assistance gravitationnelle de Saturne pour se rendre sur Uranus puis Neptune. |

### Cassini–Huygens

Vue d'artiste de la mise en orbite de Cassini-Huygens autour de Saturne.

Cassini-Huygens est une mission d'exploration du système saturnien de la NASA en collaboration avec l'Agence spatiale européenne et l'Agence spatiale italienne, intégrée au programme Flagship. Lancée le 15 octobre 1997, la sonde spatiale est composée de l'orbiteur Cassini développé par la NASA et de l'atterrisseur Huygens développé par l'ESA — respectivement nommés d'après Jean-Dominique Cassini et Christian Huygens, deux scientifiques ayant grandement fait progresser les connaissances sur la planète au XVIIe siècle. Elle se place en orbite autour de Saturne en juillet 2004, l’atterrisseur se posant sur Titan en janvier 2005 et l'orbiteur continuant son étude — après deux prolongations de mission en plus de la durée initialement prévue de quatre ans — jusqu'au 15 septembre 2017 où il se désintègre dans l'atmosphère de Saturne pour éviter tout risque de contamination des satellites naturels,.

Surface de Titan photographiée à 10 km d'altitude par Huygens.

Huygens collecte des informations et réalise un flot de photographies durant la descente et après son atterrissage. Malgré des problèmes de conception et la perte d'un canal de communication, l'atterrisseur parvient à se poser près d'un lac d'hydrocarbures pour y réaliser des mesures.
Cassini continue quant à lui d'orbiter autour de Saturne et poursuit l'étude scientifique de la magnétosphère et des anneaux de Saturne, en profitant de ses passages à faible distance des satellites pour collecter des données détaillées sur ceux-ci et obtenir des images de qualité du système saturnien.

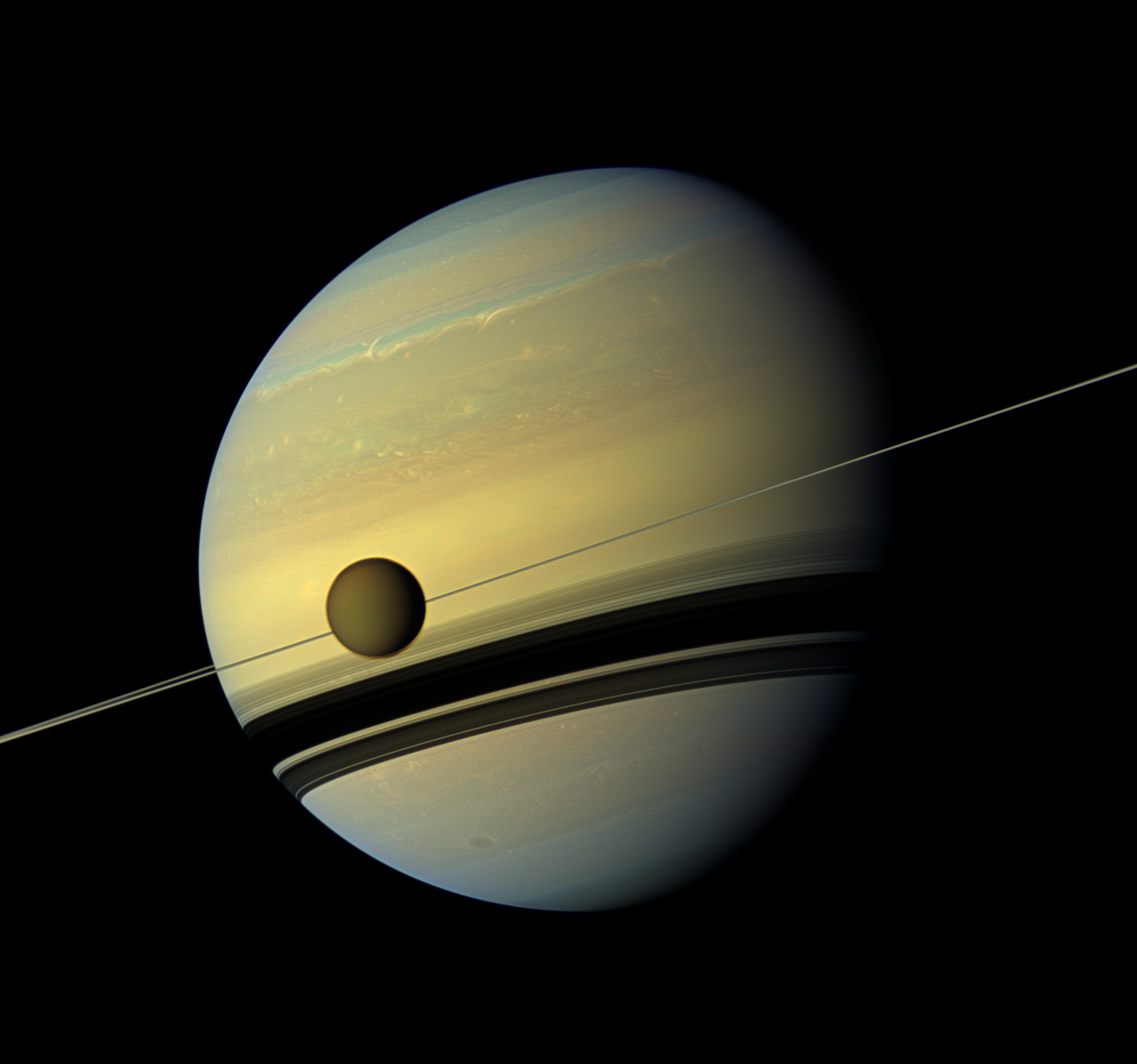
Alignement de Titan et des anneaux saturniens vu par Cassini en 2012.

En ce qui concerne les lunes de Saturne, Cassini permet d'affiner la connaissance de la surface de Titan — avec ses grands lacs d'hydrocarbures et ses nombreuses îles et montagnes — et sur la composition de son atmosphère, de découvrir les geysers d'Encelade faisant d'elle un endroit propice à l'apparition de la vie,, d'obtenir les premières images détaillées de Phœbé — qu'il survole en juin 2004 — et de découvrir six nouvelles lunes nommées, parmi lesquelles Méthone et Pollux par exemple.
L'orbiteur analyse en détail la structure des anneaux de Saturne, en photographiant même un nouveau auparavant inconnu situé à l'intérieur des anneaux E et G, et observe des formations étonnantes de l'atmosphère de la planète géante à ses pôles — comme l'hexagone de Saturne. Par ailleurs, les données collectées sur les anneaux de Saturne au cours des dernières orbites permettent d'estimer leur âge : ceux-ci seraient apparus il y a moins de 100 millions d'années et devraient disparaître d'ici 100 millions d'années.
En somme, la sonde spatiale Cassini réalise au cours de sa mission 293 orbites autour de Saturne et effectue 127 survols de Titan, 23 d'Encelade et 162 d'autres lunes de la planète dans des conditions ayant permis d'effectuer des investigations poussées. 653 gigaoctets de données scientifiques sont collectées et plus de 450 000 photographies sont prises. La mission Cassini-Huygens remplit tous ses objectifs scientifiques et est ainsi considérée comme un grand succès grâce aux nombreuses données de qualité produites.

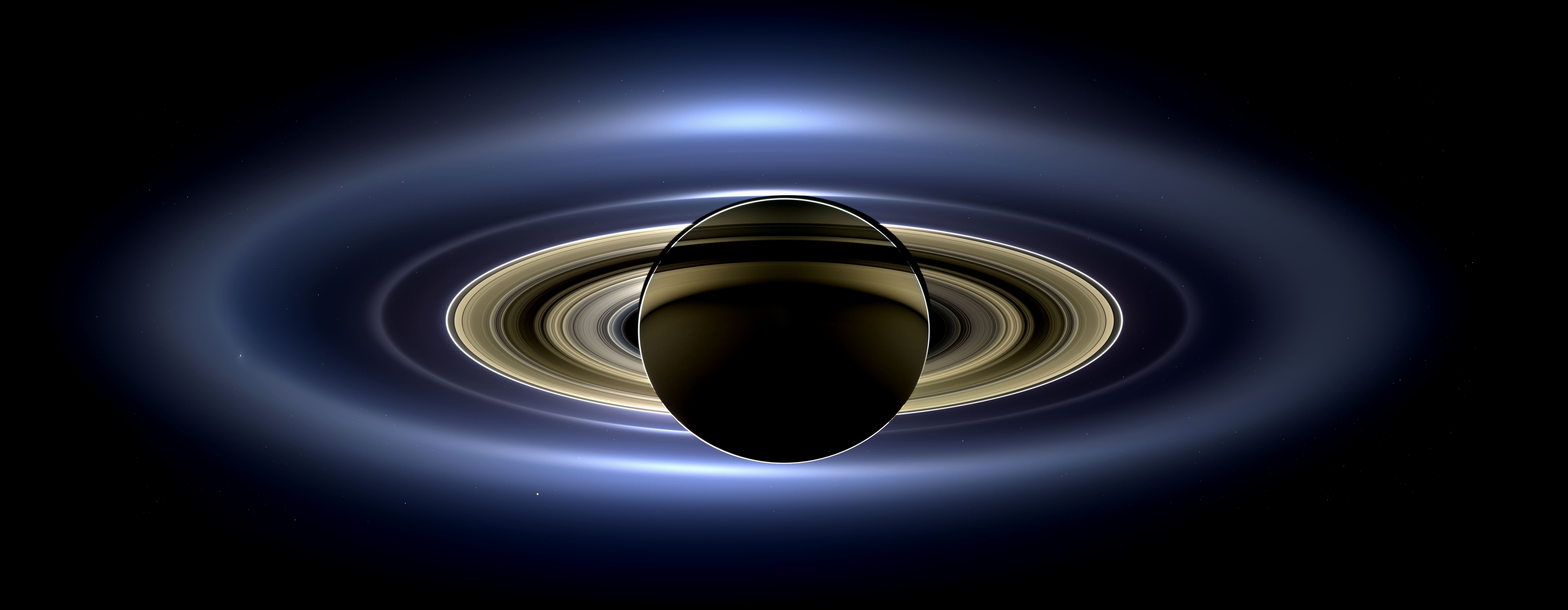
Le jour où la Terre a souri, photographie réalisée le 19 juillet 2013 par Cassini lors d'une éclipse du Soleil. Le fait que sa lumière soit masquée permet notamment de distinguer les anneaux externes diffus E et G. Finalement, comme le nom de la photographie l'indique, on peut observer la Terre comme un point bleu à droite de la planète sous ses anneaux.

### Projets de missions après Cassini-Huygens

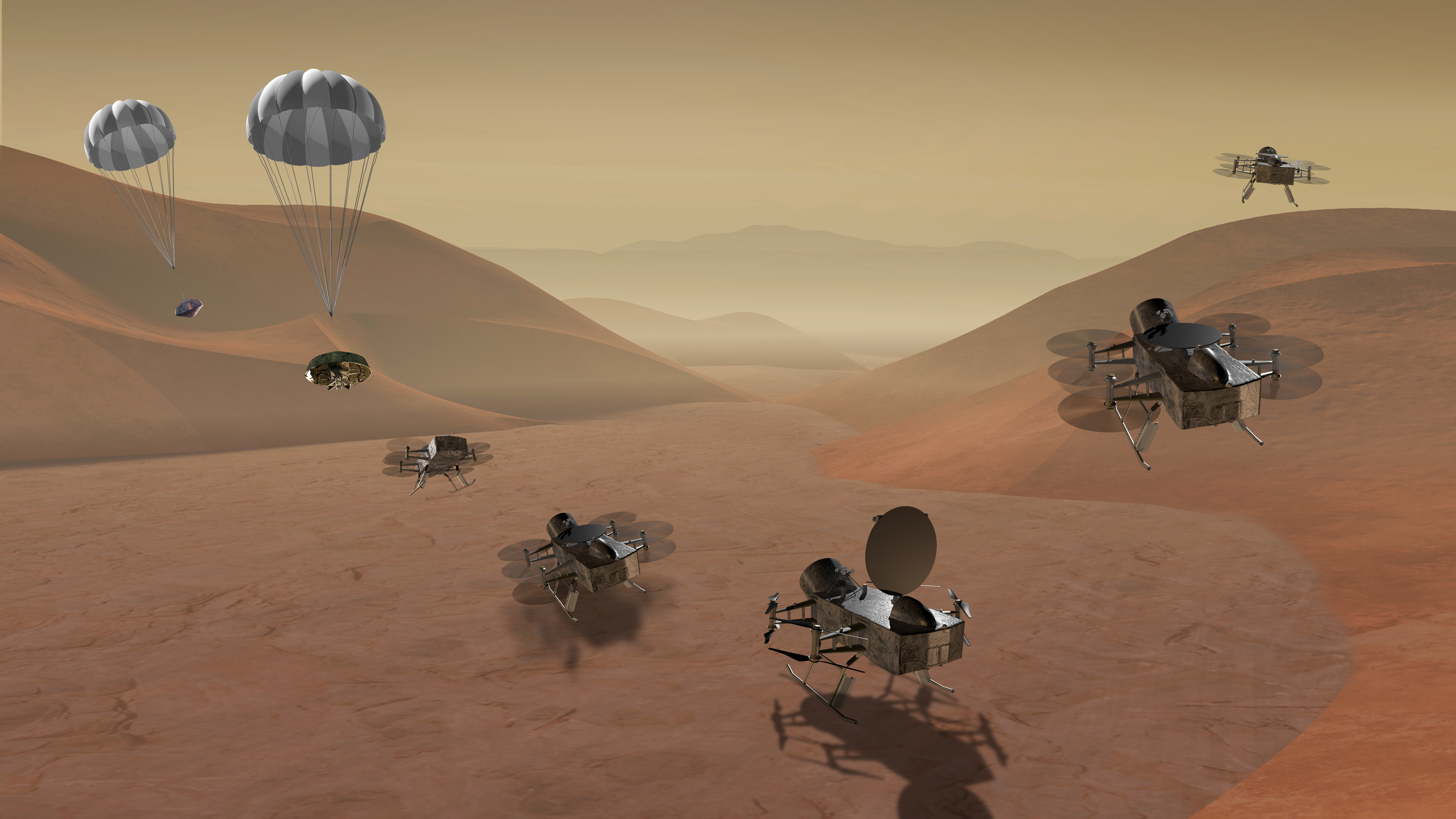
Vue d'artiste de Dragonfly sur Titan.

Les projets d'exploration à l'aide d'une sonde spatiale d'une planète aussi lointaine que Saturne sont freinés par leur coût très élevé, à la fois technologique et en termes de ressources humaines. Les principaux facteurs limitants sont (1) la vitesse importante nécessaire à un engin spatial pour effectuer le trajet en un temps raisonnable, (2) la durée de la mission et (3) la nécessité de recourir à des sources d'énergie capables de compenser le rayonnement solaire plus faible comme des panneaux solaires photovoltaïques de très grande taille ou un générateur thermoélectrique à radioisotope,. 
En 2008, la NASA et l'Agence spatiale européenne étudient la mission Titan Saturn System Mission (TSSM), comprenant un orbiteur ainsi qu'un atterrisseur et une montgolfière destinés à étudier Titan, mais ce projet est abandonné l'année suivante,. Une mission moins coûteuse dans le cadre du programme Discovery est aussi envisagée, Titan Mare Explorer (2011), mais n'est finalement pas retenue.
Cependant, devant l'intérêt scientifique de Saturne et de ses lunes (notamment Titan et Encelade qui pourraient abriter la vie), des successeurs à Cassini-Huygens sont proposés dans le cadre du programme New Frontiers de la NASA,. Ainsi, en 2017, cinq missions sont en cours d'évaluation, : un engin spatial qui effectuerait un sondage en plongeant dans l'atmosphère de Saturne (SPRITE), deux missions qui analyseraient de manière précise les matériaux éjectés par les geysers d'Encelade en survolant cette lune à plusieurs reprises et détermineraient la présence éventuelle d'indices de formes de vie (ELSAH et ELF), et enfin deux missions destinées à étudier en profondeur Titan, la première en orbite (Oceanus) et la deuxième, plus audacieuse sur le plan technique, au moyen d'un drone effectuant des vols de plusieurs dizaines de kilomètres à la surface de la lune en exploitant sa faible gravité et la forte densité de son atmosphère (Dragonfly),. Finalement, seule la mission Dragonfly est sélectionnée en 2019 pour un départ prévu en 2026 et une arrivée sur Titan en 2034.

## Dans la culture

### Science-fiction

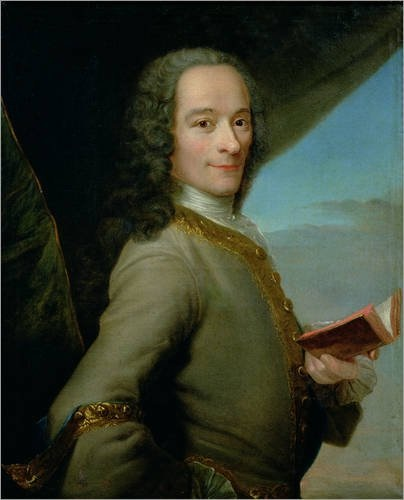
Voltaire, dans Micromégas, décrit les habitants de Saturne comme mesurant deux kilomètres.

Saturne est présente dans de nombreuses œuvres de science-fiction et sa représentation a évolué en fonction des connaissances sur la planète. Parmi les premières œuvres touchant à la science-fiction évoquant Saturne se trouve notamment Micromégas (1752) de Voltaire. À l'époque, elle est la planète la plus éloignée du Soleil connue — Uranus sera ensuite découverte en 1781 et Neptune en 1846 — et sa structure gazeuse est inconnue. Ainsi, la planète est décrite comme solide et habitée par des géants de deux kilomètres de hauteur, ayant 72 sens et une espérance de vie de 15 000 ans ; le secrétaire de l'« Académie de Saturne » accompagne ensuite le personnage principal Micromégas sur Terre,. Un siècle plus tard, dans Hector Servadac (1877), Jules Verne fait passer les aventuriers près de Saturne en chevauchant une comète. L'auteur la décrit et la dessine alors comme rocheuse avec une surface solide déserte et possédant 8 satellites et 3 anneaux.
Après que la science moderne a révélé que la planète n'a pas de surface solide et que son atmosphère et sa température sont hostiles à la vie humaine, sa représentation évolue en conséquence. Aussi, ses anneaux planétaires et son vaste système de lunes deviennent un cadre plus courant pour la science-fiction, par exemple dans La Voie martienne (1952) d’Isaac Asimov ou dans La Zone du Dehors (2007) d'Alain Damasio. Des villes flottantes dans l'atmosphère de Saturne sont également envisagées, comme dans Accelerando (2005) de Charles Stross.
Au cinéma, elle est notamment représentée dans Beetlejuice (1988) de Tim Burton, où elle est peuplée de vers de sable gigantesques, ou sert de décor dans Interstellar (2014) de Christopher Nolan, la NASA ayant envoyé quatre astronautes près de la planète dans le but d’atteindre un trou de ver.

### Symbolisme astrologique
Si Saturne est une planète « très maléfique » pour les astrologues traditionalistes, les praticiens de l'astrologie psychologique (en) considèrent que Saturne n'est ni bon ni mauvais, mais porteur de sens multiples. Par exemple, pour Liz Greene (en), le principe saturnien ne représente pas uniquement la souffrance, la restriction et la discipline, mais aussi « le processus psychique par lequel l'individu peut utiliser la souffrance, la restriction et la discipline comme moyens de parvenir à une conscience plus vaste ».

### Musique
« Saturne, celui qui apporte la vieillesse » est le 5e mouvement de l'œuvre pour grand orchestre Les Planètes, composée et écrite par Gustav Holst entre 1914 et 1916. Par ailleurs, Saturn est une chanson du groupe de rock américain Sleeping at Last,.

### Symbolisme
Son symbole « ♄ », d'origine ancienne représenterait la faucille du dieu Saturne ou serait dérivé de la lettre grecque kappa minuscule, initiale du grec ancien Κρόνος (Krónos). Néanmoins, l'Union astronomique internationale recommande de substituer au symbole « ♄ » l'abréviation « S », correspondant à la lettre latine S majuscule, initiale de l'anglais Saturn.